# Monasterio de Arkadi

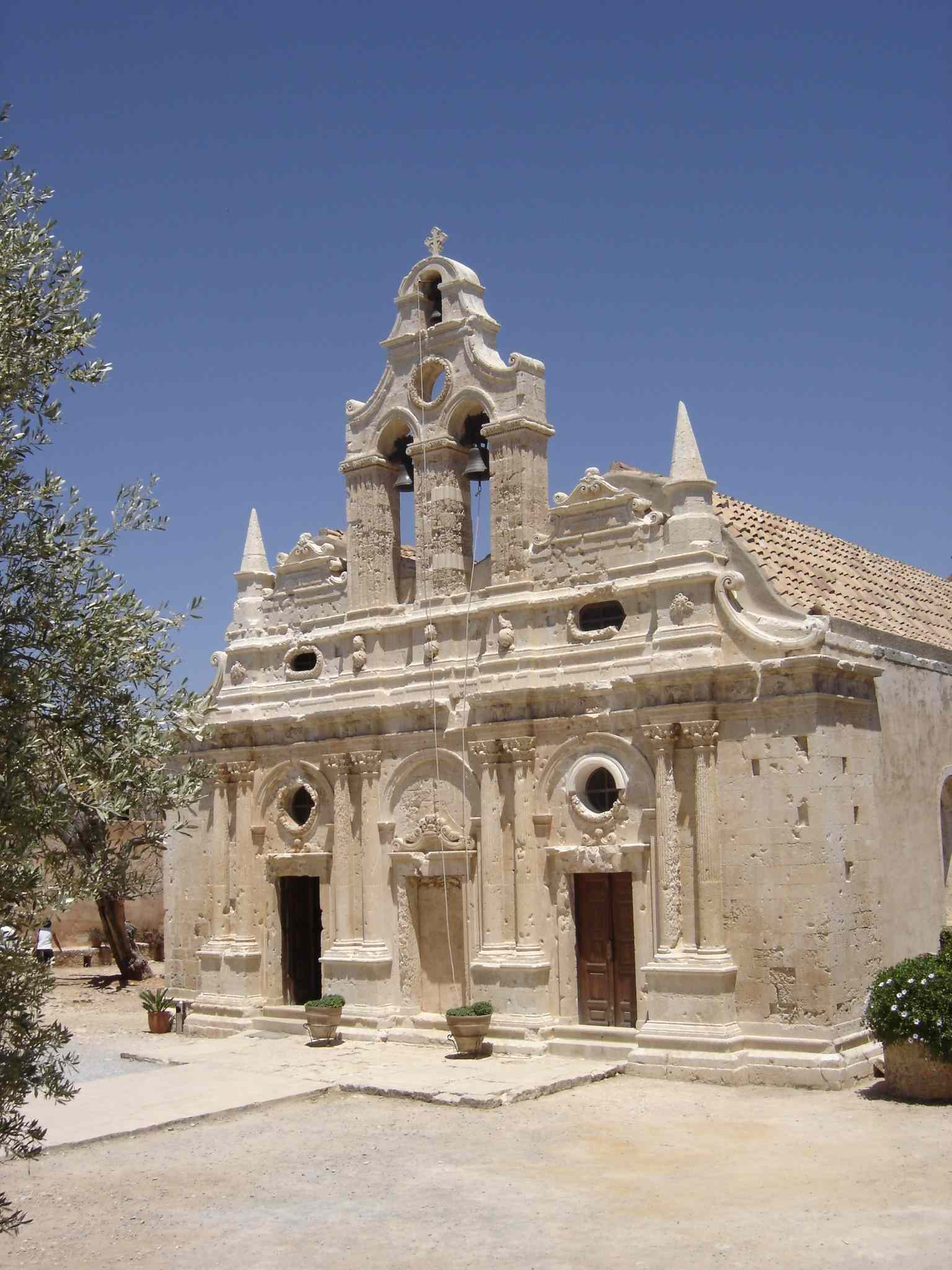
Fachada de la iglesia dentro del recinto del monasterio de Arkadi.

El monasterio de Arkadi (Μονή Αρκαδίου en griego) es un monasterio ortodoxo, situado en una fértil llanura a 23 km al sureste de Rétino, en la isla de Creta (Grecia).
La iglesia actual data del siglo XVI y está marcada por la influencia del Renacimiento, ya que la isla era entonces veneciana. Esta influencia es visible en la arquitectura que mezcla elementos románicos y barrocos. Esta iglesia de dos naves fue destruida por los otomanos en 1866,[cita requerida] y reconstruida posteriormente. Desde el siglo XVI, el monasterio fue un centro de ciencia y de arte, con una escuela y una biblioteca rica en libros antiguos. Se encuentra rodeado de murallas altas y gruesas y está situado en una meseta, el monasterio es una verdadera fortaleza.
Arkadi fue un centro activo y un importante centro de resistencia contra la ocupación otomana, motivo que lo hizo célebre. Durante la revuelta de Creta de 1866, 943 griegos encontraron refugio en él: de los resistentes, la mayoría eran mujeres y niños. Después de tres días de lucha, y bajo las órdenes del superior del monasterio, el hegúmeno Gabriel, los cretenses hicieron estallar los barriles de pólvora, prefiriendo el sacrificio antes que la rendición. Todos, menos un centenar, murieron en el asalto. Unos 1500 turcos y egipcios murieron también en la batalla.
El monasterio es hoy un santuario nacional en honor a la resistencia cretense, y cada 8 de noviembre se conmemora la tragedia en Arkadi y Retino. La explosión no puso fin a la insurrección de Creta, pero atrajo la atención de Europa sobre su lucha de su pueblo por la independencia.

## Topografía

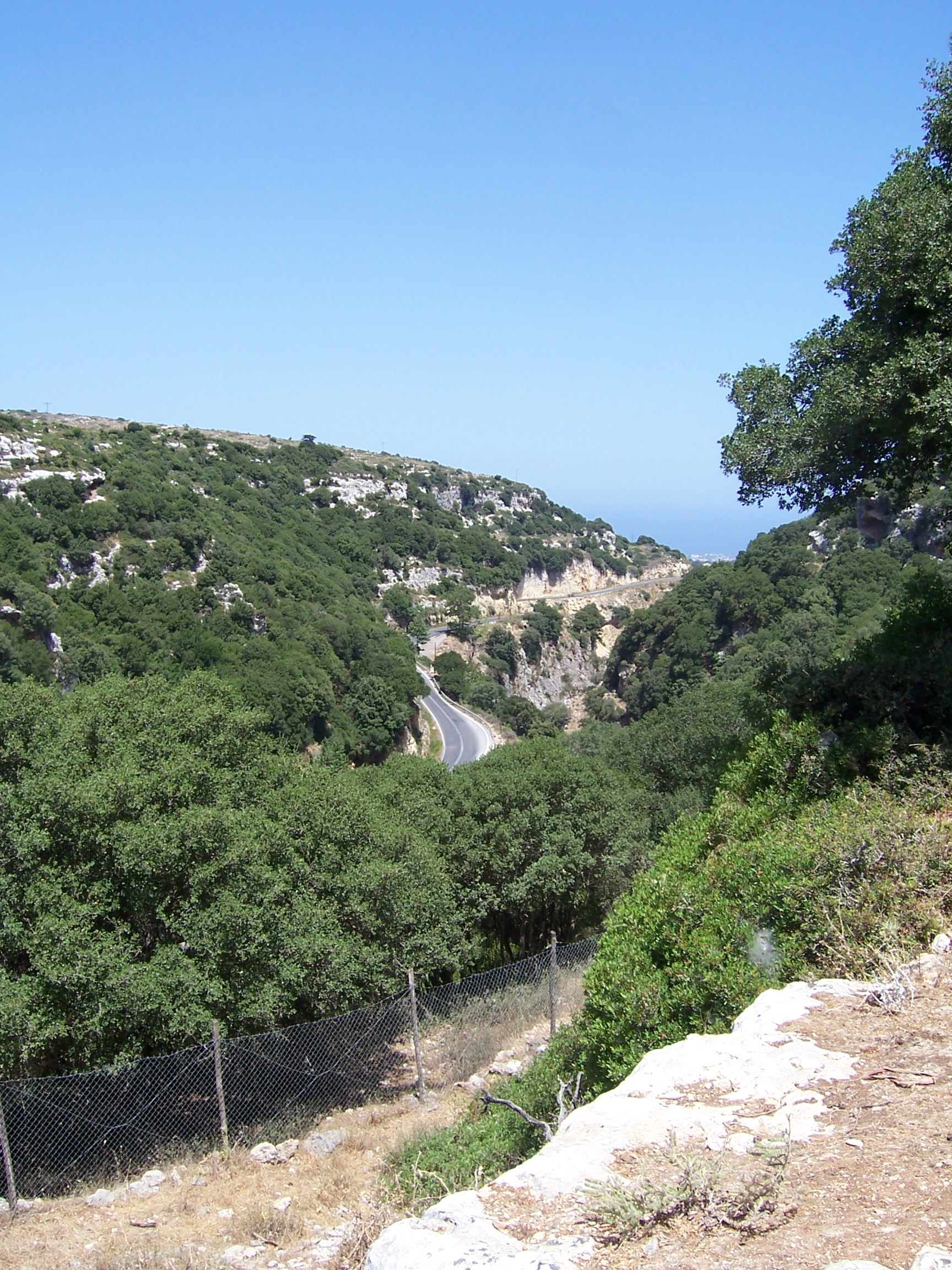
Gargantas de Arkadi.

El monasterio de Arkadi se encuentra en la prefectura de Rétino, a unos 25 kilómetros al sureste de Retino (capital). El monasterio ocupa una meseta, de forma más bien rectangular, es de aproximadamente 6,5 kilómetros de lado, y situado en el flanco noroeste del monte Ida, a una altitud de 500 metros. La región de Arkadi es fértil y hay muchos viñedos, olivos y bosques de pino, roble y ciprés. La meseta de Arkadi está rodeada de colinas, en la parte occidental acaba abruptamente dando paso a las gargantas. Comienzan en un lugar llamado Tabakaria y acaban en la región Stavromenos en la costa, al este de Rethimno. Las gargantas de Arkadi tienen una rica diversidad de plantas y flores silvestres endémicas.

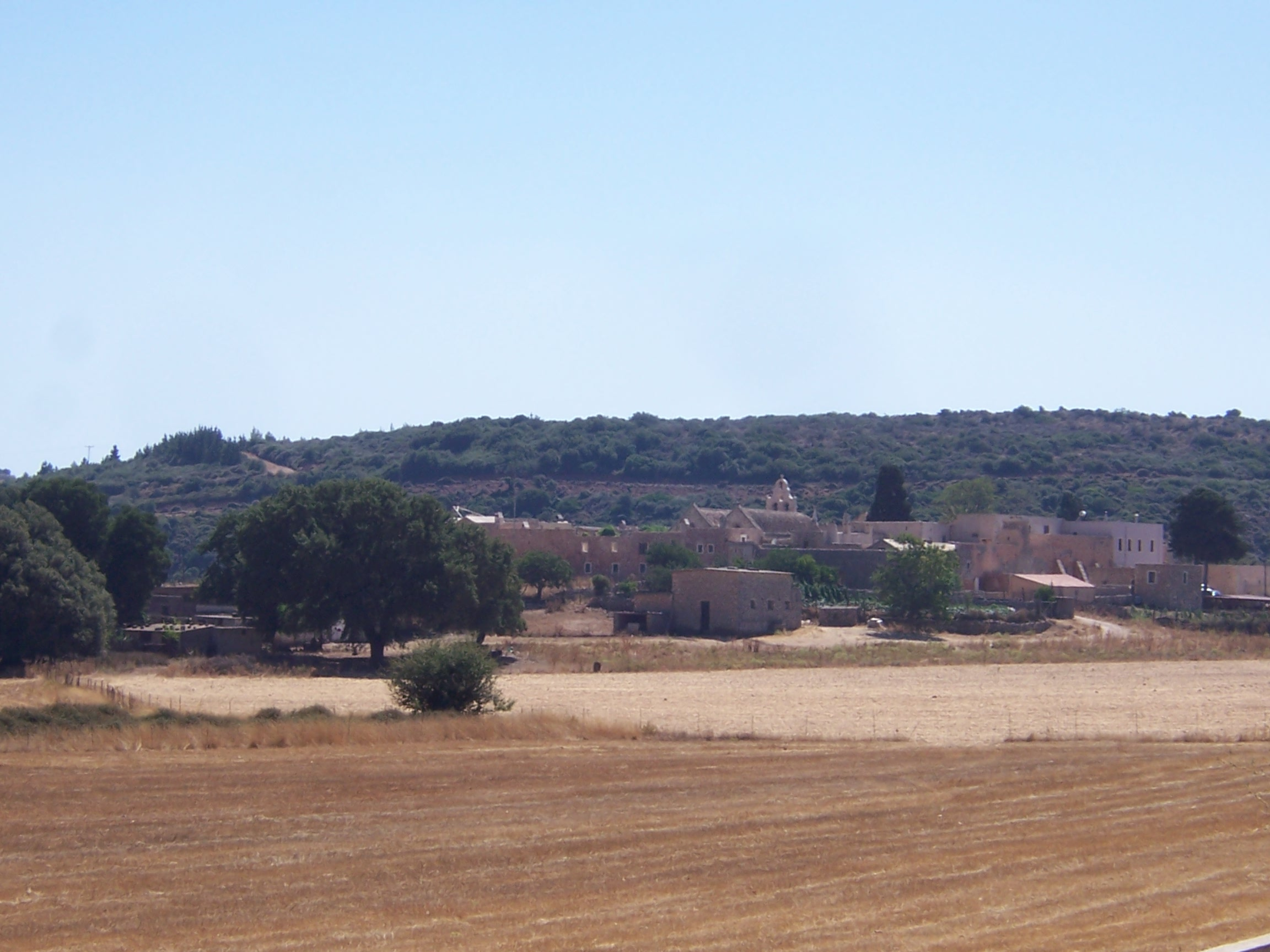
La llanura de Arkadi.

La región donde se encuentra el monasterio ha sido habitada desde tiempos antiguos. La presencia de la montaña sagrada Psiloritis, elegida según la mitología para la crianza de Zeus, favoreció el asentamiento humano. Así, a cinco kilómetros al noreste, la ciudad de Eleutherna vivió su apogeo en la época de Homero y los periodos clásico y romano, pero su influencia se extiende a todo el periodo paleo-cristiano y bizantino. El pueblo más cercano al monasterio es el Amnatos, a unos tres kilómetros al norte. Los pueblos de la zona son ricos en vestigios bizantinos que prueban la prosperidad de la región, como el monasterio de Moni Arseniou, a pocos kilómetros al norte de Arkadi, es también uno de los grandes monasterios de Creta.
El monasterio tiene la forma de un paralelogramo casi rectangular. El recinto se asemeja a una fortaleza que se extiende en 78,50 metros de largo al norte, 73,50 metros al sur, 71,80 metros al este y 67 metros al oeste. La superficie total del monasterio es de 5200m2.

## Historia

### Fundación

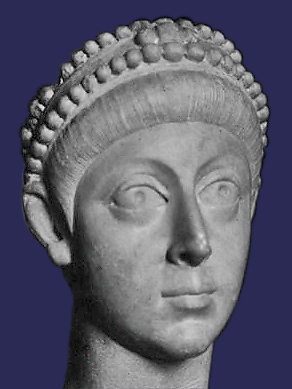
El emperador Arcadio, que según la tradición, habría fundado el monasterio.

La fecha exacta de la fundación del monasterio no se conoce con certeza. Según la tradición, la fundación ha sido atribuida tanto al emperador bizantino Heraclio como el emperador Arcadio en el siglo V. De acuerdo con esta segunda versión, el monasterio toma su nombre del emperador. La presencia en Creta de muchos monasterios que se denominan con el nombre del monje que fundó el edificio es muy común. Actualmente pues, la hipótesis que prevalece es la de que un monje llamado Arkadios habría fundado el monasterio.
Según Joseph Pitton de Tournefort, el monasterio se construyó en el emplazamiento de una antigua ciudad, Arcadia, de la que la leyenda dice que una vez destruida, todas las fuentes y chorros del entorno no volvieron a manar hasta la fundación de una nueva ciudad. Sin embargo, en 1837 Robert Pashley puso de manifiesto la imposibilidad de que el monasterio hubiera sido construido sobre las ruinas de una ciudad, siendo esta es la versión que prevalece hoy en día.
La evidencia más antigua de la existencia del monasterio data del siglo XIV. En 1951, el profesor Kalokyris publicó una inscripción con la datación del siglo XIV y la verificación de la hipótesis de que existía en aquel momento un monasterio dedicado a San Constantino. La inscripción dice: "La iglesia lleva el nombre de Arkadi y está dedicada a San Constantino". Esta inscripción debía estar en el frontón de una iglesia más antigua que la que podemos ver hoy en día, o bien sobre la entrada al monasterio.

### Restauraciones
Hacia finales del siglo XVI, en un periodo de creación cultural y artístico en la isla, el monasterio vivió su momento de restauración y transformación. Los propietarios eran Klimis y Vissarion Khortatzis, sin duda pertenecientes a la familia Khortatzis de Rethymnon, asociada enormemente con el renacimiento cretense, entre otros, Georgios Khortatzis, autor de la tragedia Erofíli (Ερωφίλη). El hegúmeno del monasterio era por entonces Klimis Khortatzis, como lo señala una inscripción de 1587 en la base de la torre. Él implantó en el monasterio una orientación cenobítica en 1573.La inscripción es la siguiente:
« ΑΦ ΚΛΜΧΤΖ ΠΖ »

Así, la fachada del edificio data de 1586. La construcción de esta iglesia se prolongó durante veinticinco años, y podemos suponer que la primera piedra fue colocada en 1562.
El iniciador de la obra, Klimis Kortatzis, probablemente murió poco después de su realización y no consta que estuviera vivo en la inauguración de la nueva iglesia. La investigación ha descubierto una carta del patriarca de Alejandría, Meletios Pigas, en la que asignaba la ceremonia de inauguración al hegúmeno sucesor de Klimis, Mitrofanis Tsyrigos. Si bien esta carta no está fechada, puede situarse entre 1590, cuando fue ordenado patriarca Meletios Pigas, y 1596, cuando el hegúmeno Nicéforo sucedió a Tsygiros.
Durante el mandato de los tres primeros abades, y hasta principios del siglo XVII, el monasterio de Arkadi vivió un gran crecimiento, tanto a nivel cultural como económico. Se convirtió en un gran centro de copia de manuscritos, la mayoría de los cuales se perdieron durante la destrucción del edificio por los otomanos en 1866, encontrándose algunos en colecciones en el extranjero. El monasterio se agrandó con la construcción de los graneros en 1610, y de un refectorio en 1670.

### Periodo otomano
En 1645, los otomanos iniciaron la conquista de la isla. En la primavera de 1648, se hicieron dueños de la mayor parte de la isla, con la excepción de Heraclión, Grambusa, Suda y Spinalonga, que aún permanecían bajo dominio veneciano. Tras la captura de Rethimno, en 1648, los otomanos avanzaron gradualmente hacia el interior y saquearon el monasterio. Los monjes y el hegúmeno Simeón Halkiopoulos se refugiaron en el monasterio de Vrontissi. Se les permitió regresar a Arkadi después de jurar lealtad a Hussein Pachá. El acuerdo incluyó el derecho de los turcos a tocar la campana del monasterio, lo que convirtió Arkadi en el Çanli Manastir (monasterio donde tocar la campana en turco). Un decreto real permitió reconstruir monasterios destruidos de acuerdo a sus planos originales, sin adiciones o cambios. Arkadi aprovechó este hecho, parece que excediendo el decreto y añadiendo nuevos edificios.
A lo largo del período otomano, el monasterio continuó su prosperidad, como lo demuestran los escritos de Joseph Pitton de Tournefort, para este viajero francés, el monasterio es el más hermoso y rico de Creta. Cuenta con cien religiosos habitando en el convento, y otros doscientos que viven en su entorno rural. El territorio del monasterio se extiende hacia el norte desde el mar al este de Retino, hasta la cima del monte Ida hacia el sur. Estas tierras permiten que el monasterio pueda vivir del trabajo de la tierra, así Tournefort habla de «400 medidas de aceite» que se producen cada año, una cifra que podría duplicarse si el monasterio no dejara perder sus frutos por falta de mano de obra. Tournefort también detalla la existencia de la bodega del monasterio, con un mínimo de doscientas barricas, las mejores de las cuales eres bendecidas por el hegúmeno cada año, con una oración expresa para este fin. Parece que el vino de Arkadi gozaba de buen prestigio, y denominado como malvasía, era muy conocido por los venecianos. Franz Wilhelm Sieber, durante su visita al monasterio, también se refirió a la bodega del hegúmeno y elogió la elaboración de los vinos a partir de uvas de excelente rendimiento en altura, dudando, pero, del cultivo de otras variedades. A raíz de este hecho, el monasterio empezó a producir maíz.

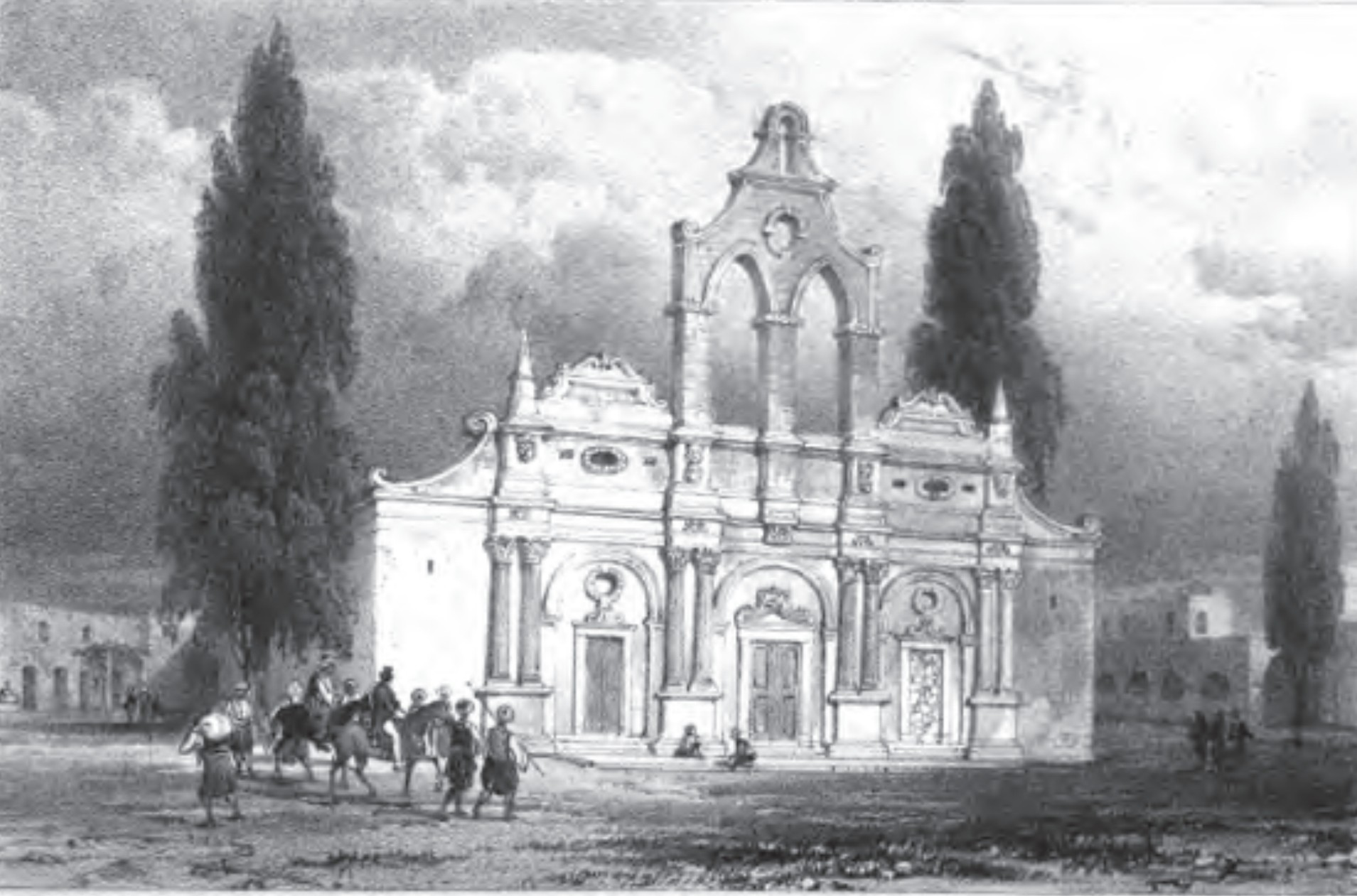
El monasterio visto por Robert Pashley en 1837.

En el siglo XIX, el monasterio entra en cierta decadencia. Sieber, que se detuvo cerca de un siglo después que Tournefort y Pococke, no es tan elogioso en sus descripciones como sus predecesores. Para el alemán, el monasterio no acoge más de ocho sacerdotes y doce monjes. Aunque sigue existiendo un trabajo agrícola continuado, se haría patente un cierto endeudamiento del monasterio, ya que se mencionan los desplazamientos del hegúmeno a Retino para pagar deudas. Sieber describe la biblioteca, con más de mil volúmenes de textos religiosos, así como de textos de Píndaro, Petrarca, Virgilio, Dante, Homero, Estrabón, Tucídides y Diodoro. Pero el viajero insiste en el lamentable estado de estos libros, diciendo que «nunca había visto libros tan destrozados», quejándose de la imposibilidad de distinguir entre las obras de Aristófanes y las de Eurípides.
En 1822 un grupo de soldados turcos, liderados por un tal Getimalis, se apoderaron de Arkadi y saquearon el monasterio. Los habitantes de Amari idearon y ejecutaron un plan para recuperar el monasterio, acabando con la banda de Getimalis. Otra versión de la historia dice que un Antonio Melidonos, un esfakiano (originario de la región sur de Creta) establecido en Asia Menor, volvió a la isla al frente de los voluntarios griegos de Asia para apoyar los esfuerzos de Creta durante la guerra de independencia de Grecia. Con un cuerpo de setecientos hombres, atravesó la isla de oeste a este. Enterado del saqueo del monasterio, se dirigió allí, donde llegó en la noche, escaló los tejados y prendió fuego al edificio echando material inflamable. Capturado Getimalis, y a punto de ser ejecutado, éste juró estar dispuesto a convertirse al cristianismo. El bautismo se llevó a cabo inmediatamente y el nuevo converso quedó en libertad.
Mientras que este evento tuvo que suponer un duro golpe para el desarrollo del monasterio, documentos griegos y turcos mencionan la capacidad del monasterio para proporcionar alimentos a los residentes del área, y de dar refugio a fugitivos perseguidos por las autoridades turcas. El monasterio ofrecía educación a la población cristiana local. De 1833 a 1840, fue capaz de dar setecientas piastras turcas para las escuelas de la región.

## El drama de Arkadi

### Contexto
A pesar de que Creta se levantó contra la ocupación otomana en la guerra de Independencia de Grecia, el Protocolo de Londres de 1830 no permitió a la isla formar parte del nuevo estado griego.
El 30 de marzo de 1856, el Tratado de París obligó al sultán a aplicar el Hatti-Houmayoun, es decir, la igualdad civil y religiosa de los cristianos y los musulmanes. Las autoridades otomanas en Creta, sin embargo, eran reticentes. Dado el gran número de conversiones de musulmanes (antiguos cristianos que se habían convertido al islam), el Imperio intentaba volver a la libertad de conciencia. El descontento se vio agravado por la introducción de nuevos impuestos y el toque de queda . En abril de 1858, cinco mil cretenses se reúnen en Boutsounaria (a 10 km de Khan), finalmente, un decreto imperial del 7 de julio de 1858 les garantizaba privilegios religiosos, judiciales y fiscales. La revuelta de 1866 se estaba precipitando por la brecha abierta por la Hatti-Homayoun.

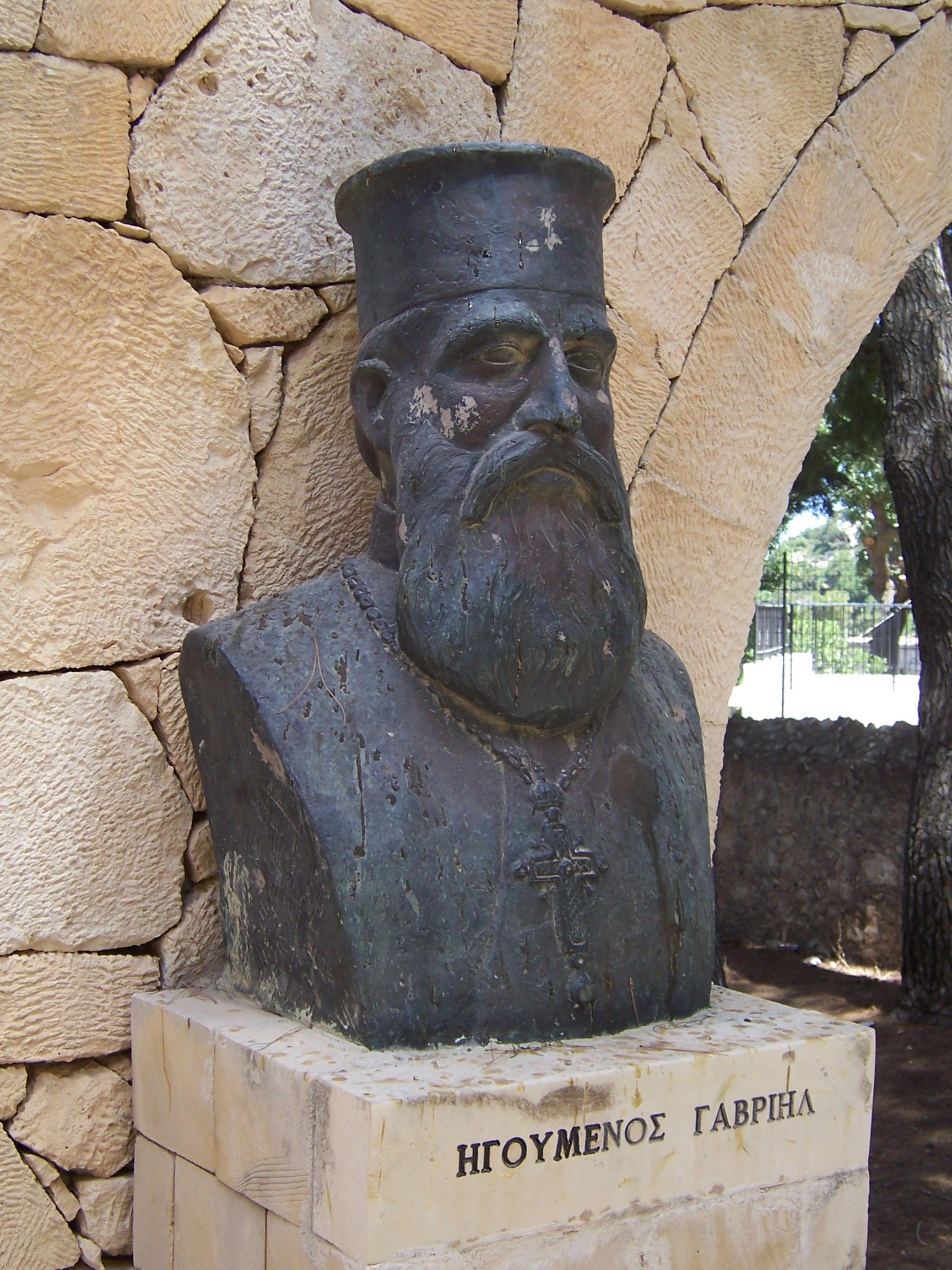
Busto del hegúmeno Gabriel.

Una segunda causa de la insurrección de 1866 fue la intervención de Ismail Pachá en una disputa interna sobre la organización de los monasterios de Creta. Diferentes laicos defendían desde 1862 que los bienes de los monasterios debían estar bajo el control del consejo de ancianos, con el fin de crear escuelas, pero se enfrentan a la oposición de los obispos. Ismail Pachá intervino en esta disputa doméstica entre cristianos designando las personas encargadas de discutir el asunto, anular la elección de los miembros «indeseables» y la detención y encarcelamiento de los miembros de la comisión que tenían que ir a debatir con el Patriarca de Constantinopla. Este hecho provoca reacciones violentas entre la población cristiana de Creta.
Durante la primavera de 1866, se celebraron reuniones en varias localidades. El 14 de mayo una reunión celebrada en el monasterio de Aghia Kyriaki en Boutsounaria, se redactó una petición enviada al sultán, así como a los cónsules de las grandes potencias presentes en La Canea. En la primera reunión de los comités revolucionarios de la primavera de 1866, cada región eligió sus representantes, y el abad de Arkadi, Gabriel Marinakis, fue elegido para la región de Rétino.

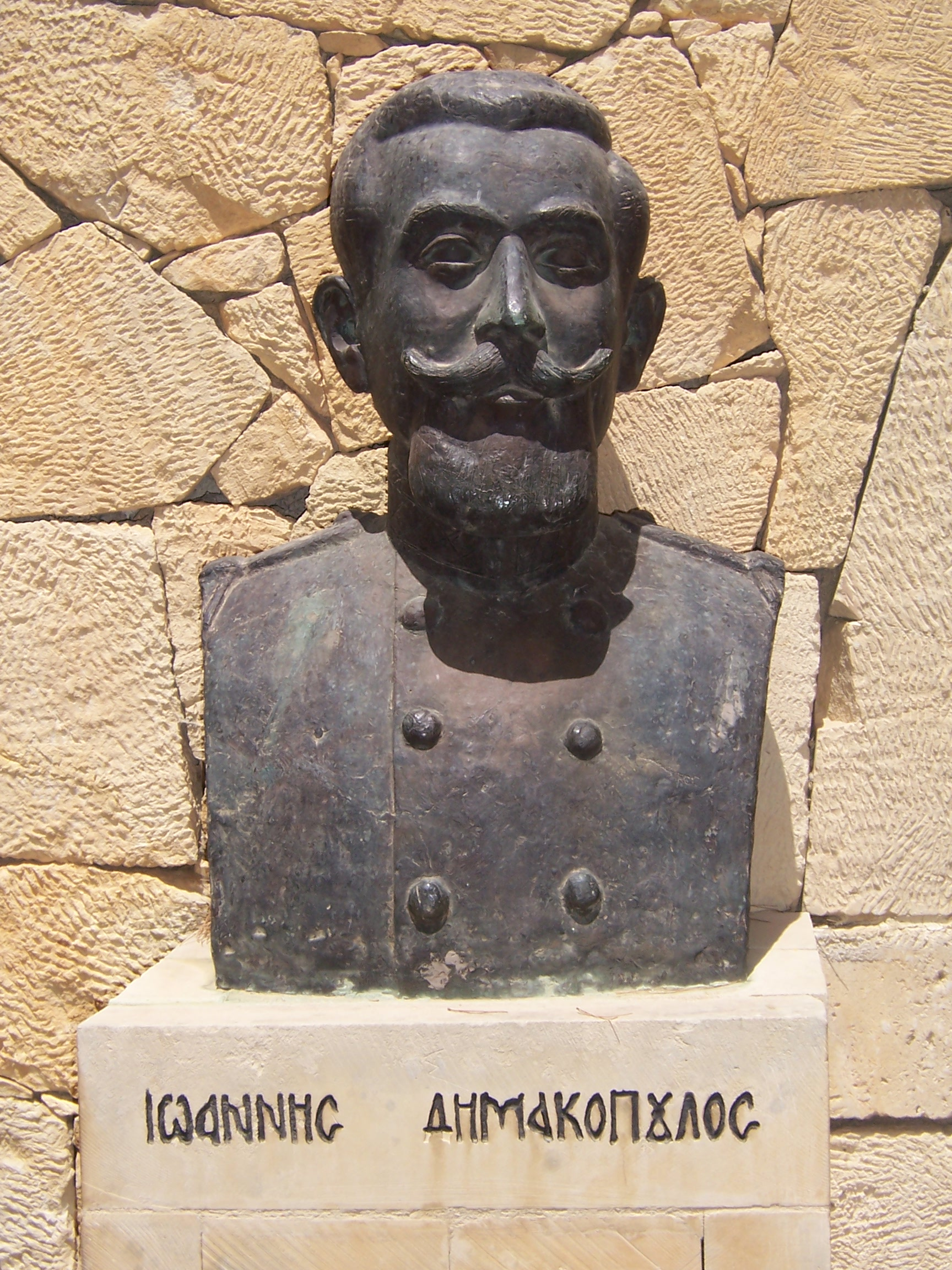
Ioannis Dimakopoulos

A raíz de estos nombramientos, Ismail Pachá envió un mensaje a Gabriel Marinakos a través del obispo de Retino, Kallinikos Nikoletakis. La carta pedía al abad disolver la asamblea revolucionaria de Arkadi bajo la amenaza de ver la destrucción del monasterio por las tropas otomanas. En julio de 1866, Ismail envió su ejército para capturar a los insurgentes, pero los miembros del comité huyeron antes de la llegada de los otomanos. Los turcos se fueron después de destruir iconos y objetos sagrados que encontraron en el monasterio.
En septiembre, Ismail Pachá envió a Gabriel una nueva amenaza de destrucción del monasterio, si la Asamblea no se rendía. Se tomó entonces la decisión de establecer un sistema de defensa para el monasterio. El 24 de septiembre, el militar griego Panos Koronaios llegó a Creta desembarcando en Bali. En Arkadi fue nombrado comandante en jefe de la revuelta en la región de Retino. Koronaios, militar de carrera, consideró que el monasterio no estaba destinado a ser una fortaleza, en contra de la opinión del hegúmeno y los monjes. Koronaios finalmente aceptó el punto de vista de Gabriel Marinakis. No obstante, aconsejó destruir el granero de manera que los turcos no pudieran utilizarlo, orden que no se cumplió. Tras nombrar Ioannis Dimakopoulos como comandante de la guarnición del monasterio, Koronaios abandonó el lugar. A su salida, muchos de los habitantes de la zona, especialmente mujeres y niños, encontraron refugio en el monasterio, con algunos bienes de valor que esperaban preservar de los turcos. Así, el 7 de noviembre de 1866, el monasterio albergaba 964 personas: 325 hombres de los cuales 259 estaban armados, y el resto mujeres y niños.

### Llegada de los otomanos

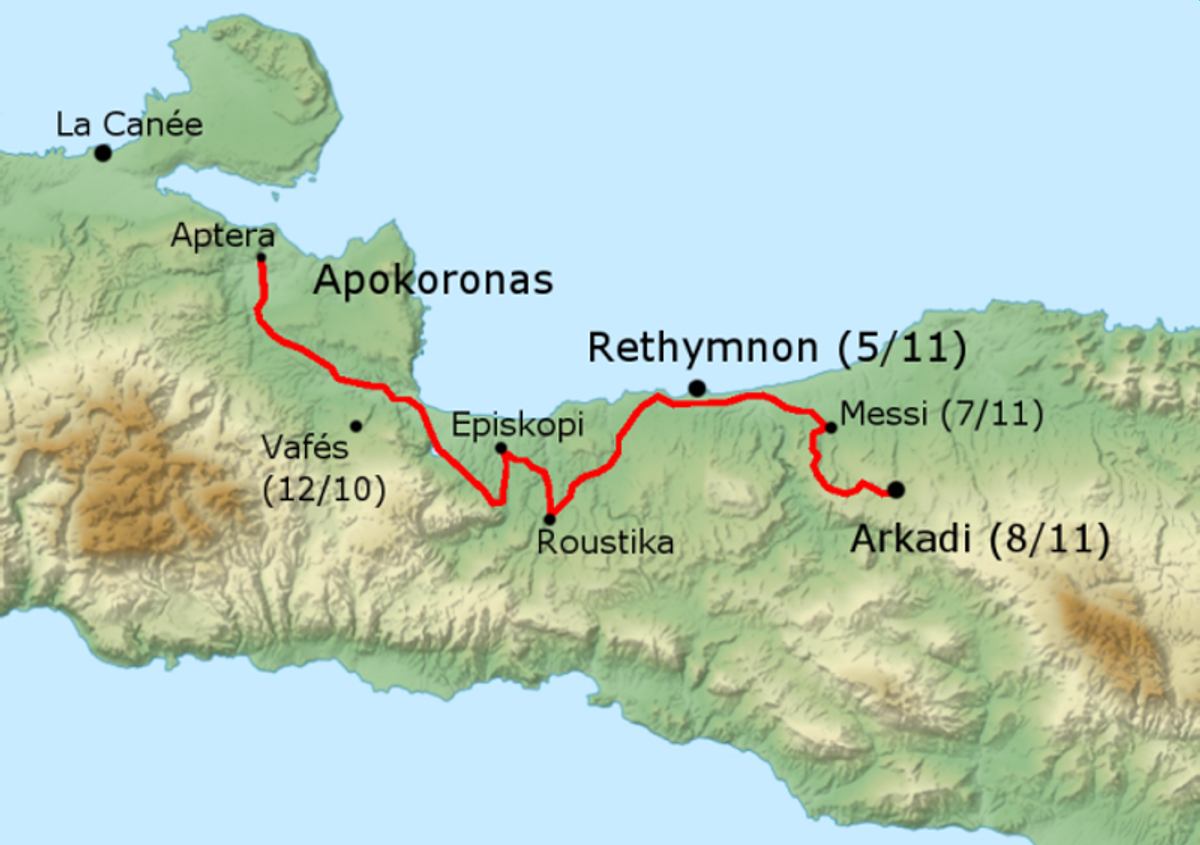
Ruta tomada por Mustafá Pachá de Apokoronas a Arkadi.

Desde mediados de octubre y con la victoria de las tropas de Mustafá Pachá en Vafés, la mayor parte del ejército turco permaneció en la región de Apokoronas, especialmente en las fortificaciones de la bahía de Suda. El monasterio se negó a rendirse, y Mustafá Pachá hizo marchar a sus tropas al este, hacia Arkadi, hicieron una primera parada en el pueblo de Episkopi, que saqueó totalmente. Desde Episkopi, Mustafá envió otra carta al Comité Revolucionario de Arkadi, ordenando su rendición y anunciando su llegada inminente. El ejército otomano se dirigió luego hacia el pueblo de Roustika donde Mustafá hizo noche en el Monasterio del Profeta Elías, mientras su ejército acampó en Roustika y Agios Konstantinos. Mustafà llegó a Rethimno durante el día el 5 de noviembre, donde recibió refuerzos turcos y egipcios. Las tropas otomanas llegaron al monasterio la noche del 7 al 8 de noviembre, Mustafá, a pesar de acompañar a sus hombres hasta un punto relativamente cerca del lugar, acampó con su estado mayor en el pueblo de Messi.

### El asalto

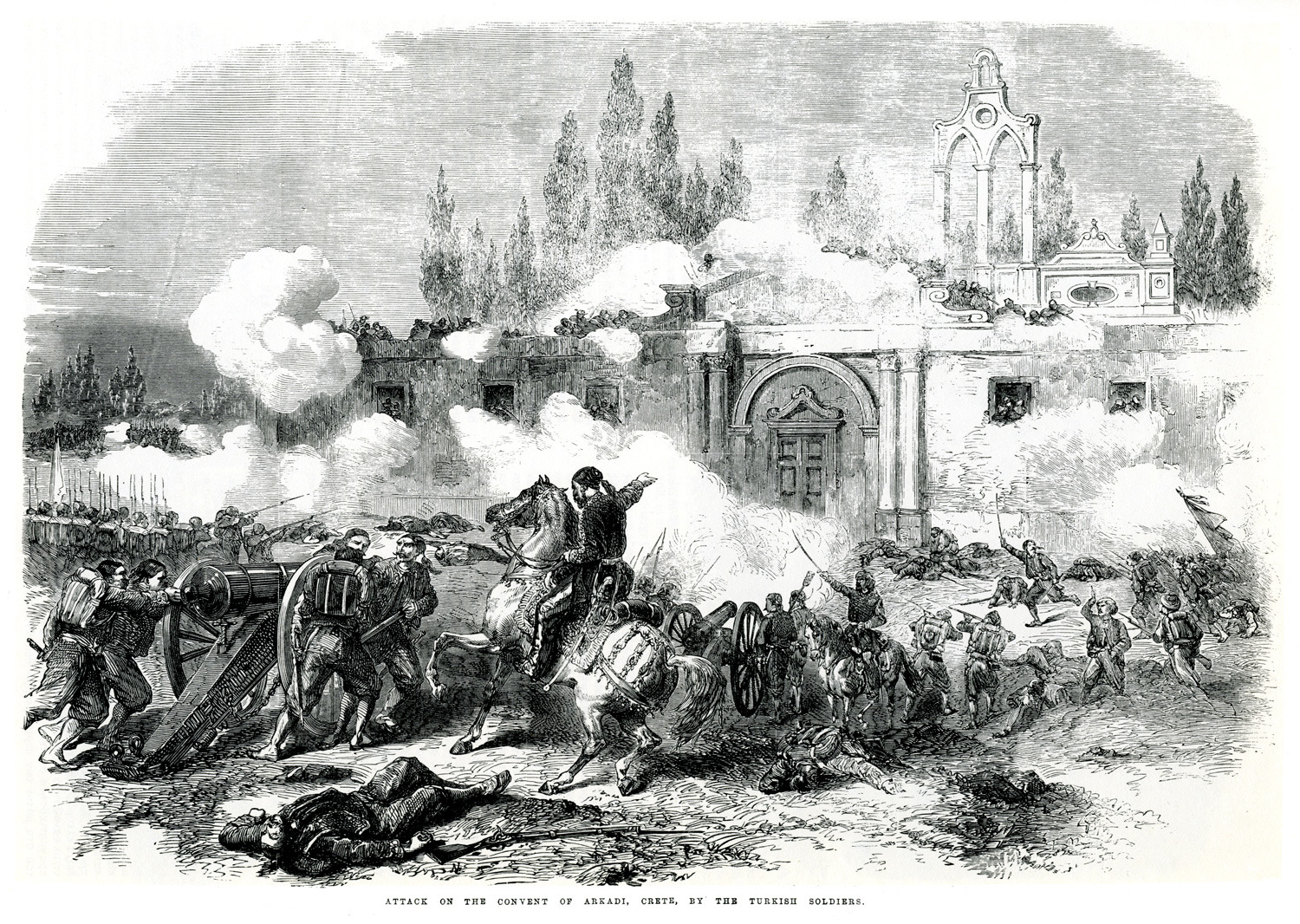
El asalto de Arkadi.

La mañana del 8 de noviembre, un ejército de 15.000 turcos y 30 cañones dirigido por Solimán, llegó a la altura del monasterio, mientras que Mustafa Pachá permanecía en el pueblo de Messi. Situado en la colina de Kore, al norte del monasterio, lanzó un llamamiento a los insurgentes a rendirse, obteniendo algunos tiros como única respuesta.
Entonces los turcos lanzaron el ataque. Su objetivo principal era la puerta principal del monasterio, en el lado oeste. La batalla duró todo el día sin que los otomanos pudieran llegar al edificio. Los sitiados reforzaron la puerta con barricadas, y ya desde un inicio pareció difícil de tomar. Los cretenses estaban relativamente protegidos por los muros del monasterio, mientras que los turcos sufrieron numerosas bajas por el fuego de los insurgentes. Siete cretenses habían tomado posiciones en el molino de viento del monasterio, edificio rápidamente capturado por los turcos, que le prendieron fuego con los guerreros dentro.
El asalto se detuvo al llegar la noche. Los turcos habían traído dos cañones pesados de Rethimno, uno de ellos llamado Koutsahila, y los metieron en el granero. Un consejo de guerra de los insurgentes decidió buscar la ayuda de Panos Koronaios y otros líderes de la región de Amari. Dos cretenses bajaron con cuerdas de las ventanas del monasterio, y vestidos como turcos, atravesaron las líneas otomanas para llevar el mensaje. Volvieron a la noche con la mala noticia que era imposible que los refuerzos llegaran al monasterio ya que todos los caminos de acceso estaban bloqueadas por los turcos.
La lucha se reanudó en la madrugada del 9 de noviembre. Los cañones hicieron caer finalmente las puertas del edificio y los turcos entraron en el edificio, sufriendo nuevamente pérdidas significativas. Sin embargo, los cretenses tenían ya poca munición y muchos de ellos se vieron obligados a luchar con la bayoneta u otros objetos punzantes situación que significaba una ventaja importante para los turcos.

### El holocausto

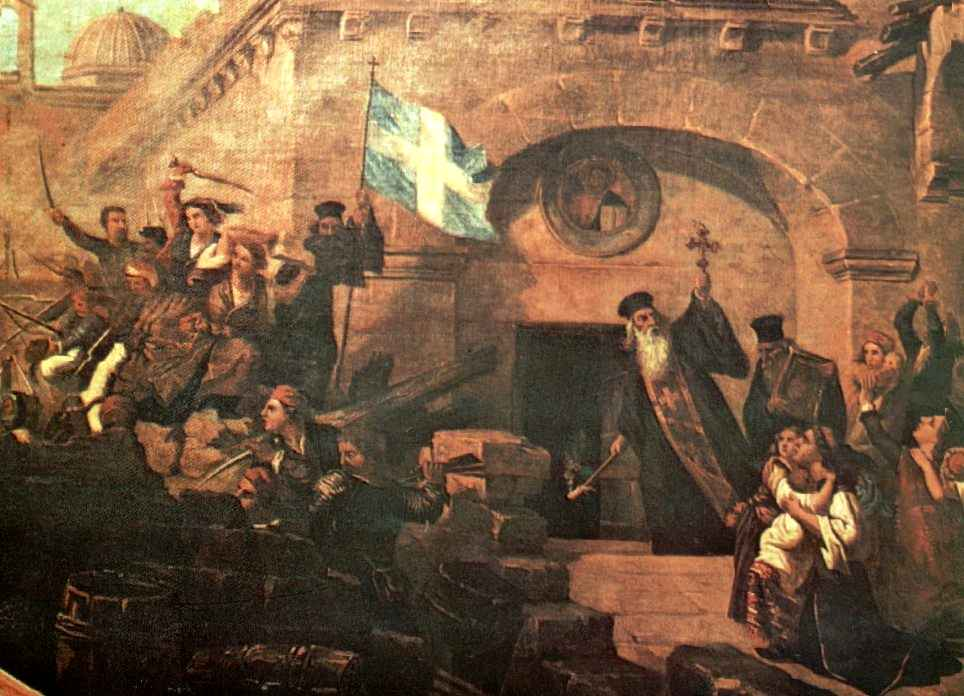
El hegúmeno Gabriel reagrupando a los asediados hacia el polvorín.

Muchas mujeres y niños se habían refugiado en el polvorín del monasterio. Los últimos combatientes de Creta se vieron obligados a esconderse en algunas salas del monasterio. Así, treinta y seis insurgentes, a falta de municiones, se refugiaron en el refectorio. Descubiertos por los turcos, fueron masacrados. Desde el polvorín, Konstantinos Giaboudakis llamó a reagrupar con él a la gente oculta en las estancias contiguas. Cuando cientos de turcos entraban en el monasterio, Giaboudakis abrió fuego sobre los barriles de pólvora causando numerosas de bajas entre los invasores. Los insurgentes intentaron hacer lo mismo en otra estancia donde había barriles de pólvora, pero estaban húmedos y sólo explotaron algunos, provocando sólo la destrucción parcial del norte de la cámara.
De las 964 personas que había antes del asalto, 864 murieron en combate o en el momento de la explosión. 114 hombres y mujeres fueron capturados, y tres o cuatro consiguieron escapar, entre ellos uno de los dos mensajeros que ya había huido del monasterio por la noche para buscar refuerzos. Entre las víctimas se encontraba el hegúmeno Gabriel. La tradición dice que él había prendido fuego a los barriles de pólvora, pero parece que murió el primer día de la lucha. Las pérdidas turcas se estiman en 1.500 soldados. Sus cuerpos fueron enterrados en diferentes lugares o permanecieron sin sepultura, como fue el caso de muchos cristianos, y finalmente fueron arrojados a las gargantas vecinas. Sin embargo, los huesos de muchos cristianos fueron recogidos y colocados en el molino de viento, convertido en osario, en homenaje a los héroes de Arkadi. Entre las tropas otomanas, en uno de los cerros que rodean el monasterio, había un cuerpo de coptos de Egipto. Estos cristianos, negándose a disparar otros cristianos, dispararon al aire, y abandonaron cajas de municiones.
Los supervivientes de esta tragedia no tuvieron mejor suerte que los muertos en los combates. Los 114 presos fueron trasladados a Rethymnon, sufriendo humillaciones por parte de los funcionarios durante el transporte, y recibiendo los insultos y las piedras por parte de la población musulmana que les espera a la entrada de la ciudad. Las mujeres y los niños fueron encerrados una semana en la iglesia de la Presentación de la Virgen en Rethimno. Los hombres fueron encarcelados durante un año en condiciones difíciles. El cónsul de Rusia intervino para exigir al Pachá que garantizara las condiciones básicas de higiene y proporcionara ropa a los presos. Después de un año, los prisioneros fueron liberados y pudieron regresar a sus pueblos.

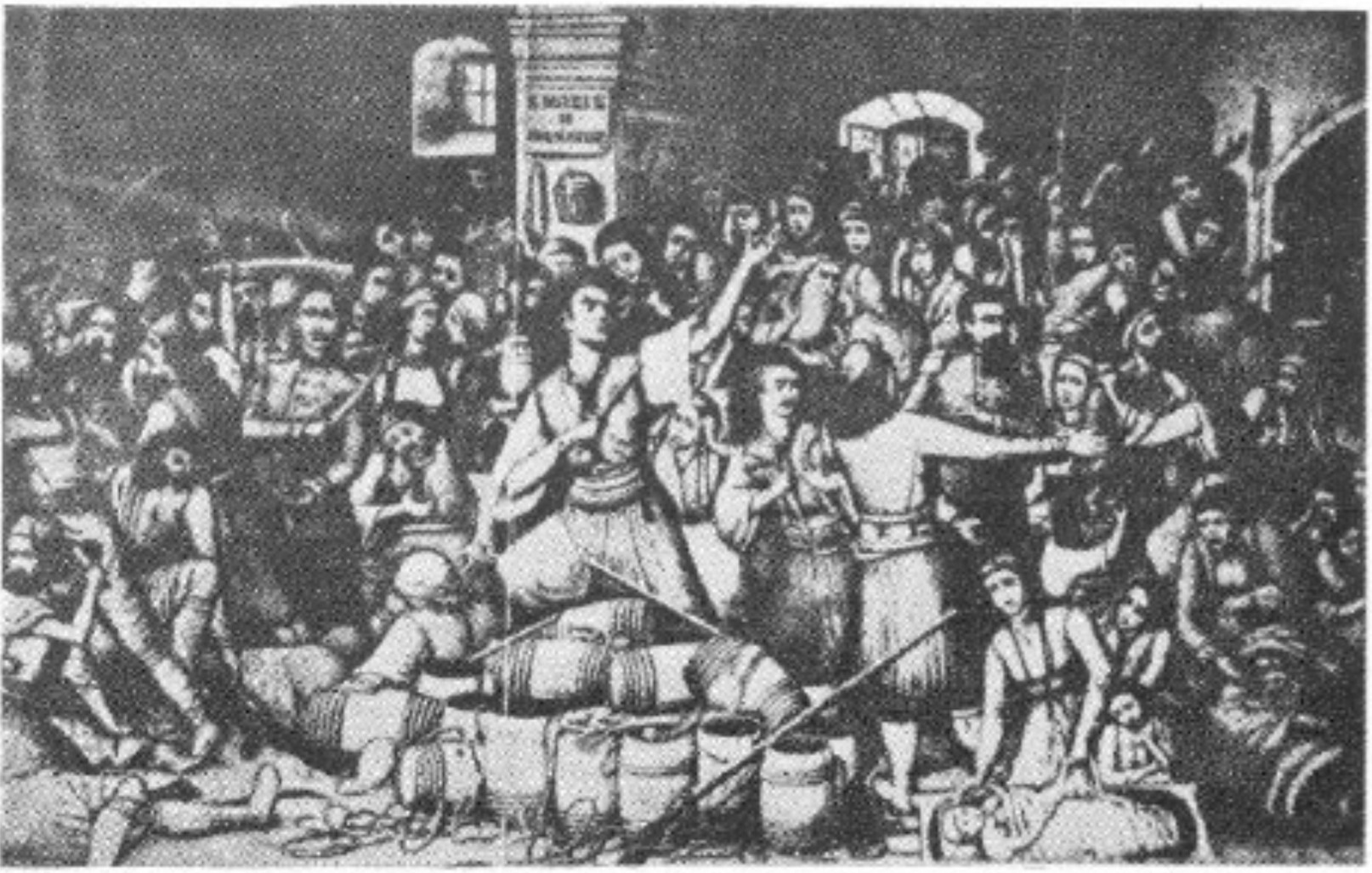
Konstantinos Giaboudakis a punto de disparar.
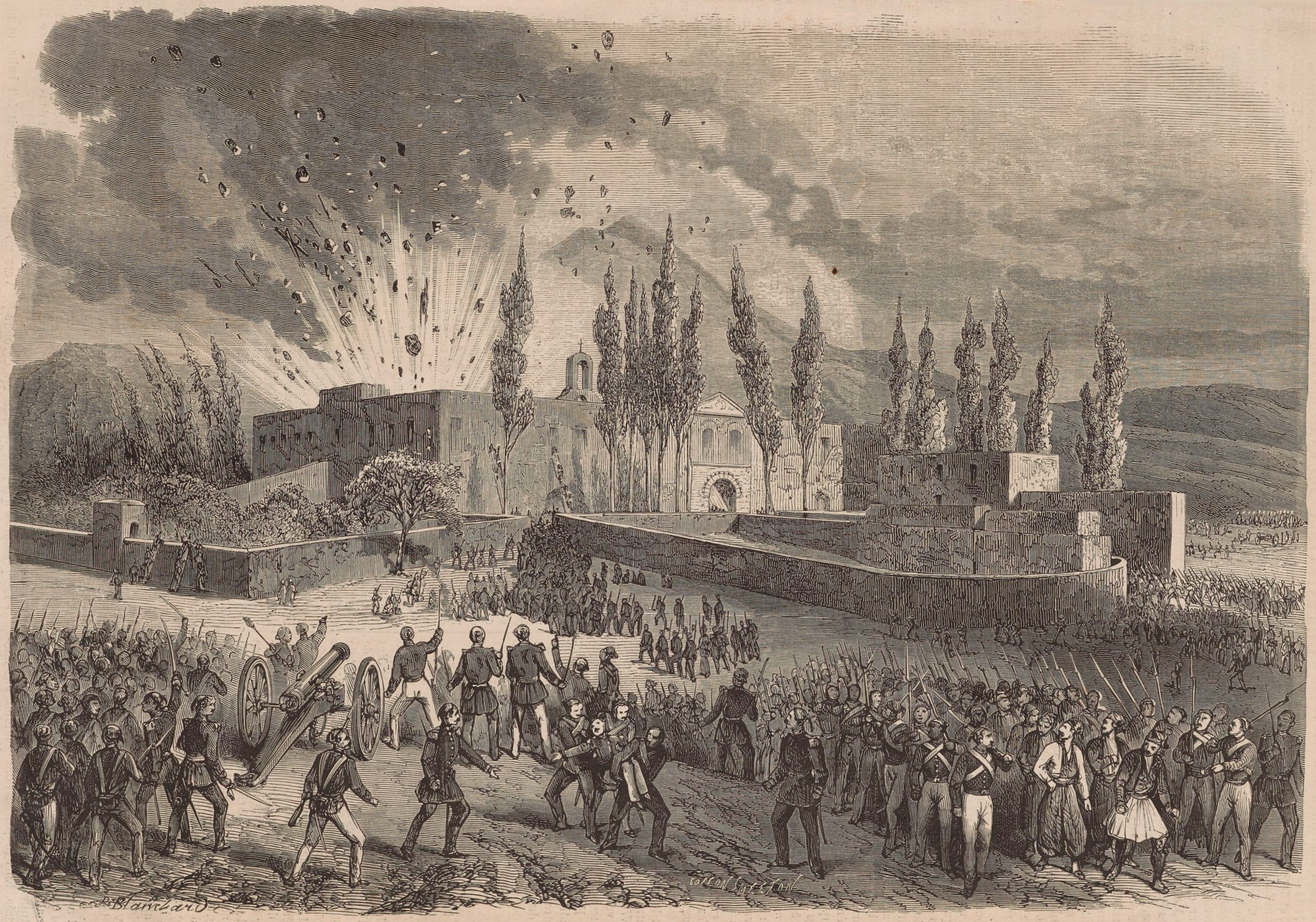
La explosión de la pólvora.
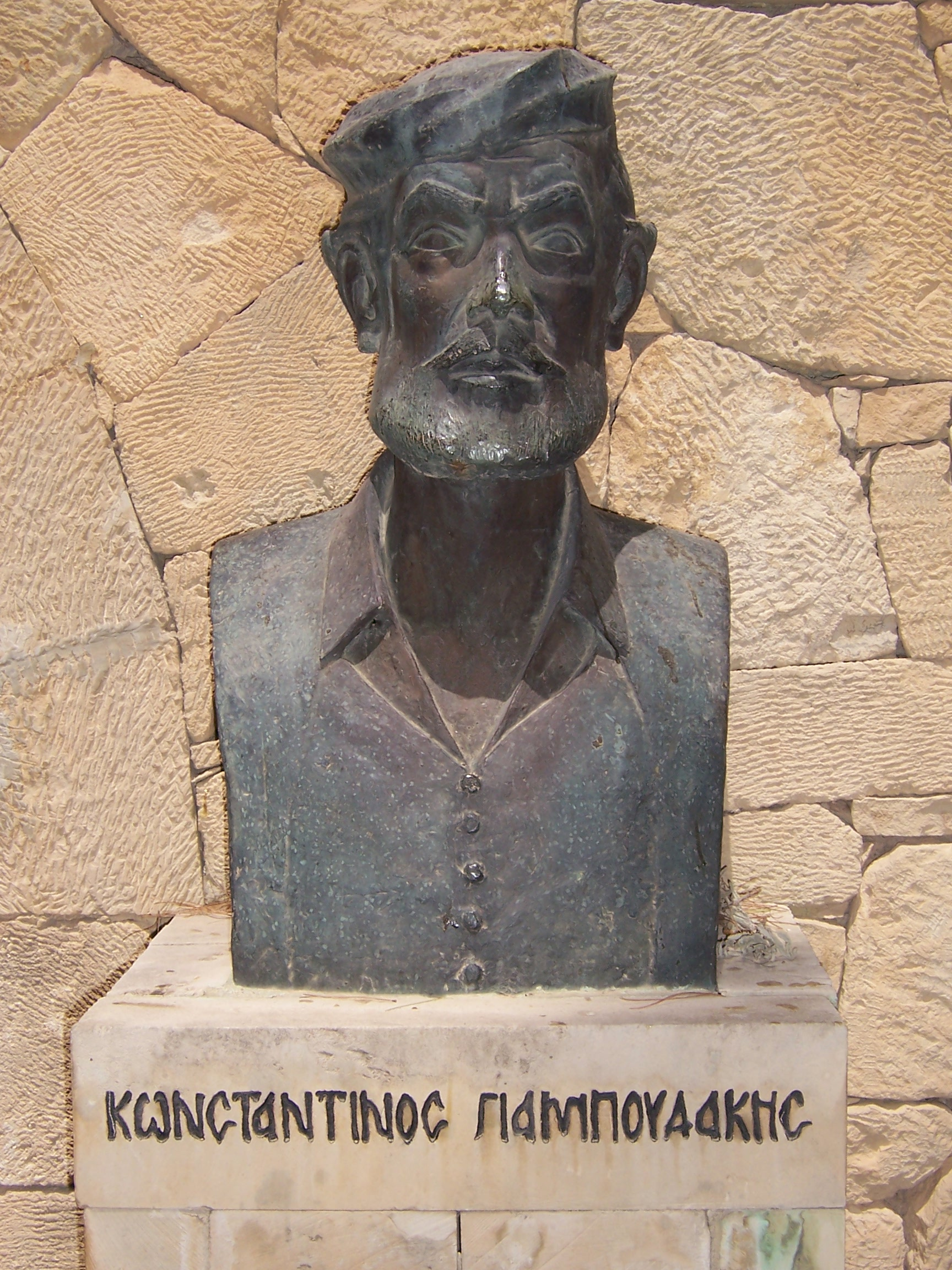
Konstantinos Giaboudakis.

### Reacción internacional
Los otomanos consideraron la toma de Arkadi como una gran victoria y celebraron solemnemente su victoria con salvas de cañones. Pero fuera de sus dominios, los acontecimientos de Arkadi provocaron la emoción y la indignación entre los cretenses, en primer lugar, pero también en Grecia y el resto del mundo. La tragedia de Arkadi representó un punto de inflexión para la opinión mundial. El evento recuerda el Sitio de Missolonghi, y muchos filo-helenistas de todo el mundo se pronunciaron en favor de Creta. Voluntarios serbios, húngaros e italianos llegaron a la isla. Gustave Flourens, que entonces enseñaba en el Collège de France, también se comprometió con la causa cretense y llegó a Creta a finales de 1866, formó un pequeño grupo internacional (con tres franceses, un inglés, un estadounidense, un italiano y un húngaro) que publicó el folleto sobre La Cuestión de Oriente y el Renacimiento cretense, contactando con los políticos franceses y organizando conferencias en Francia y en Atenas. Incluso los cretenses le nombraron diputado de la asamblea, pero su acción se vio obstaculizada por la negativa de las grandes potencias. Giuseppe Garibaldi, en sus cartas, elogió el patriotismo de los cretenses, y su deseo de obtener su independencia, haciendo que muchos de sus partidarios fueran a Creta para participar en varias combates. Victor Hugo publicó varias cartas al diario Kleio de Trieste, para alertar a la opinión pública mundial. animó a los cretenses, diciéndoles que su causa ganaría y subrayó también que el drama de Arkadi no era diferente de los de Psara o Misssolonghi, describiendo con precisión la tragedia:

Escribiendo estas líneas, obedezco una orden superior, una orden agónica. [...]
Conocemos la palabra, Arcadion, pero sabemos poco de los hechos. Estos son los detalles, casi ignorados. En Arcadion, el monasterio del Monte Ida, fundado por Heraclio, dieciséis mil turcos atacaron ciento noventa y siete hombres y trescientos cuarenta y tres mujeres, más niños. Los turcos tenían veintiséis cañones y dos obuses, los griegos doscientos cuarenta fusiles. La batalla duró dos días y dos noches, el convento se encontraba lleno de mil doscientas balas, una pared se derrumbó, los turcos entraron, los griegos siguieron luchando ciento cincuenta fusiles inutilizados, aún luchan seis horas por las cámaras y las escaleras , y hay dos mil cuerpos en el patio. El último acto de resistencia se impone, el enjambre ganador de los turcos rellena el convento. Sólo queda una cámara, y dentro de ella, cerca de un altar, en el centro de un grupo de niños y madres, un hombre de ochenta años, un sacerdote, el hegúmeno Gabriel, orando. Afuera, los padres y los maridos fueron asesinados, pero no ser asesinados será la desgracia de estas mujeres y niños prometidos a llevarlos a los harenes. La puerta, golpeada con un hacha, cede y cae. El anciano tomó una vela del altar, miró los niños y las mujeres, acercó la vela a la pólvora y los salva. Una intervención terrible, la explosión rescató los vencidos, la agonía es el triunfo, el heroísmo y este convento heroico, que luchó como una fortaleza, muere como un volcán
Victor Hugo, Correspondance, t. 3, 1867 

Al no encontrar el apoyo necesario de las principales potencias europeas, los cretenses buscaron la ayuda de los Estados Unidos. En ese momento, los estadounidenses están tratando de establecerse en el Mediterráneo y mostraban interés por Creta. Los informes indican que querían un puerto en el Mediterráneo y que pensaban, entre otras cosas, comprar la isla de Milos. La lucha de Creta encontró una respuesta favorable en la opinión pública norteamericana. Los filo-helenistas americanos hicieron progresar la idea de la independencia de la isla, y durante el año 1868, se envió una solicitud de reconocimiento de Creta a la Cámara de representantes, aunque finalmente optaron por seguir por la vía diplomática, manteniendo la política de no intervención en los asuntos del Imperio otomano.

## Arquitectura

Plano del monasterio

Leyenda :
1. puerta oeste
2. claustro
3. reservados
4. quesería
5. bodega del vino
6. bodega del aceite
7. almacén
8. reservados de los monjes
9. habitaciones de los monjes
10. polvorín
11. bodega
12. cocinas
13. bodega
14. refectorio (actual museo)
15. coro
16. hospicio (pera visitantes)
17. iglesia

### Recinto y puertas

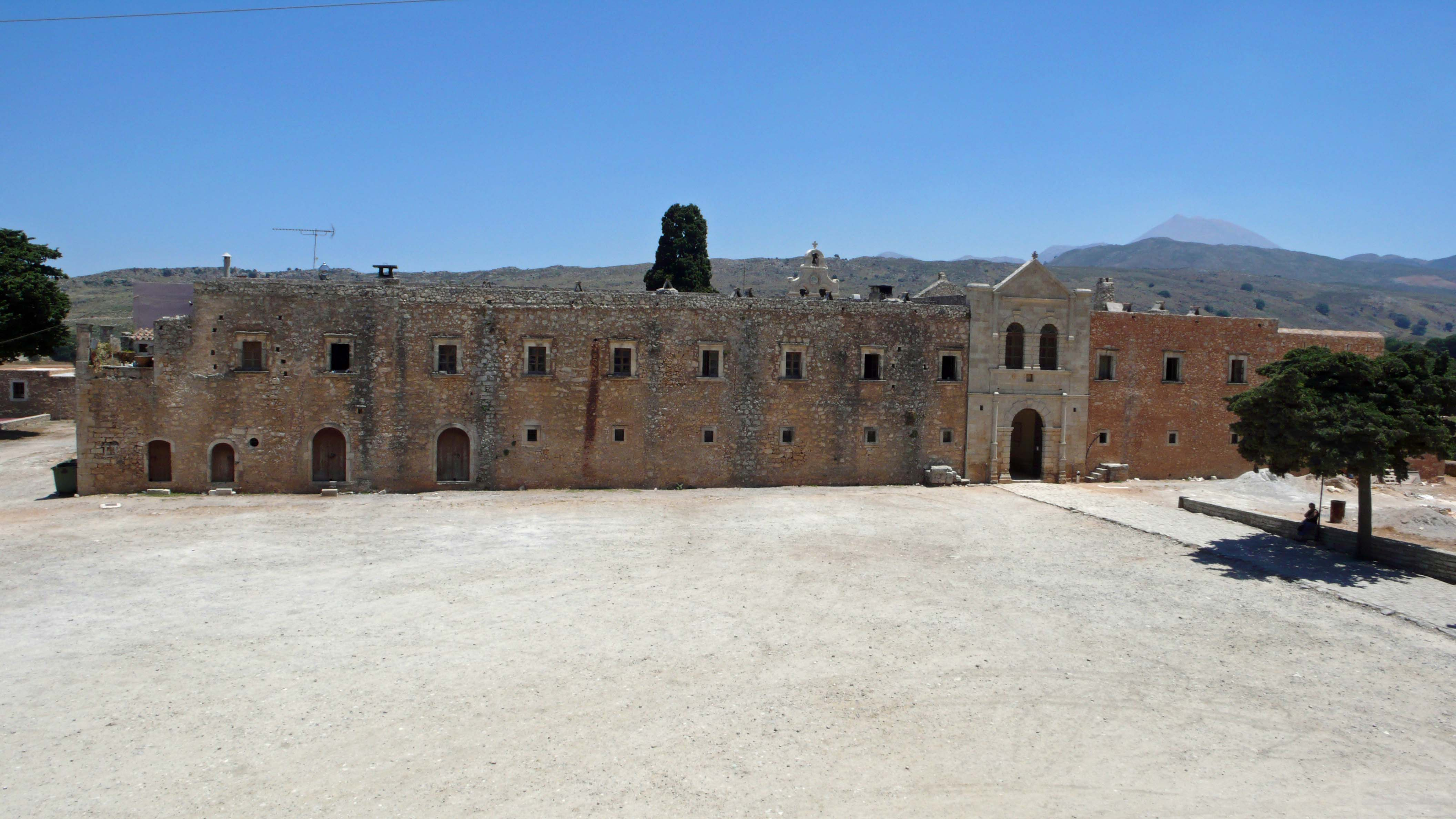
Fachada oeste del recinto del monasterio.

El recinto del monasterio forma un cuadrilátero casi rectangular. Desde el exterior, este lugar da la apariencia de fortaleza que define un complejo de 5200m2. Por otro lado, el aspecto de fortaleza se ve reforzada por las lagunas que se pueden ver en la parte superior de la pared oeste y en las fachadas sur y este. Además, el grosor de las paredes es de 1,20 metros.
En el interior del recinto, hay edificios como la casa del hegúmeno, las celdas monásticas, el refectorio, almacenes, el polvorín y el hospicio.
El acceso al monasterio se hacía principalmente por dos puertas al oeste y al este del edificio. La entrada también se podría hacer por las puertas pequeñas: una en la esquina sudeste, dos al norte y una sobre la fachada oeste.

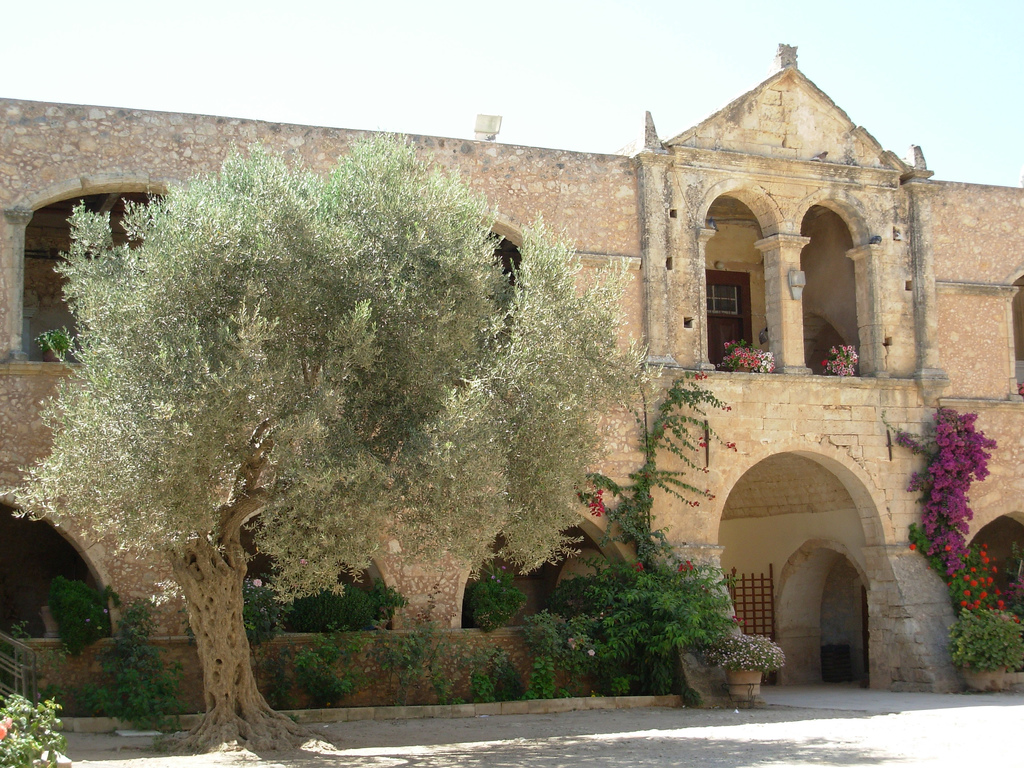
La puerta oeste vista desde el interior del monasterio.

La puerta central del monasterio se encuentra al lado oeste del recinto. Lleva el nombre de Rethemniotiki o Haniotiki, por su orientación hacia las dos ciudades. La puerta original fue construida en 1693 por el hegúmeno Néophytos Drossas. Un manuscrito conservado en el monasterio incluye una descripción de la puerta, detallando su aspecto antes de que fuera destruida en 1866 durante el asalto de los turcos. Compuesta de piedras cuadradas, tiene dos ventanas superiores, ornamentadas por  frontones piramidales y enmarcados por columnas estriadas adornadas con leones. En el frontón de la fachada, se podía leer la inscripción:Señor, vela por el alma de tu siervo, hegúmeno Néophytos Drossas, y la de todos nuestros hermanos cristianos. El aspecto general de la vieja puerta se mantuvo con dos ventanas superiores, enmarcadas por dos columnas. Pero la inscripción en honor de Drossas, los frontones piramidales y los leones no han sido reconstruidos.
En la parte oriental del recinto, está la segunda entrada al monasterio. Orientada a Heraclión, se llama Kastrina, por el nombre de la ciudad Kastro. Al igual que la puerta del oeste, la puerta fue destruida en 1866, y reconstruida en 1870.

### La iglesia

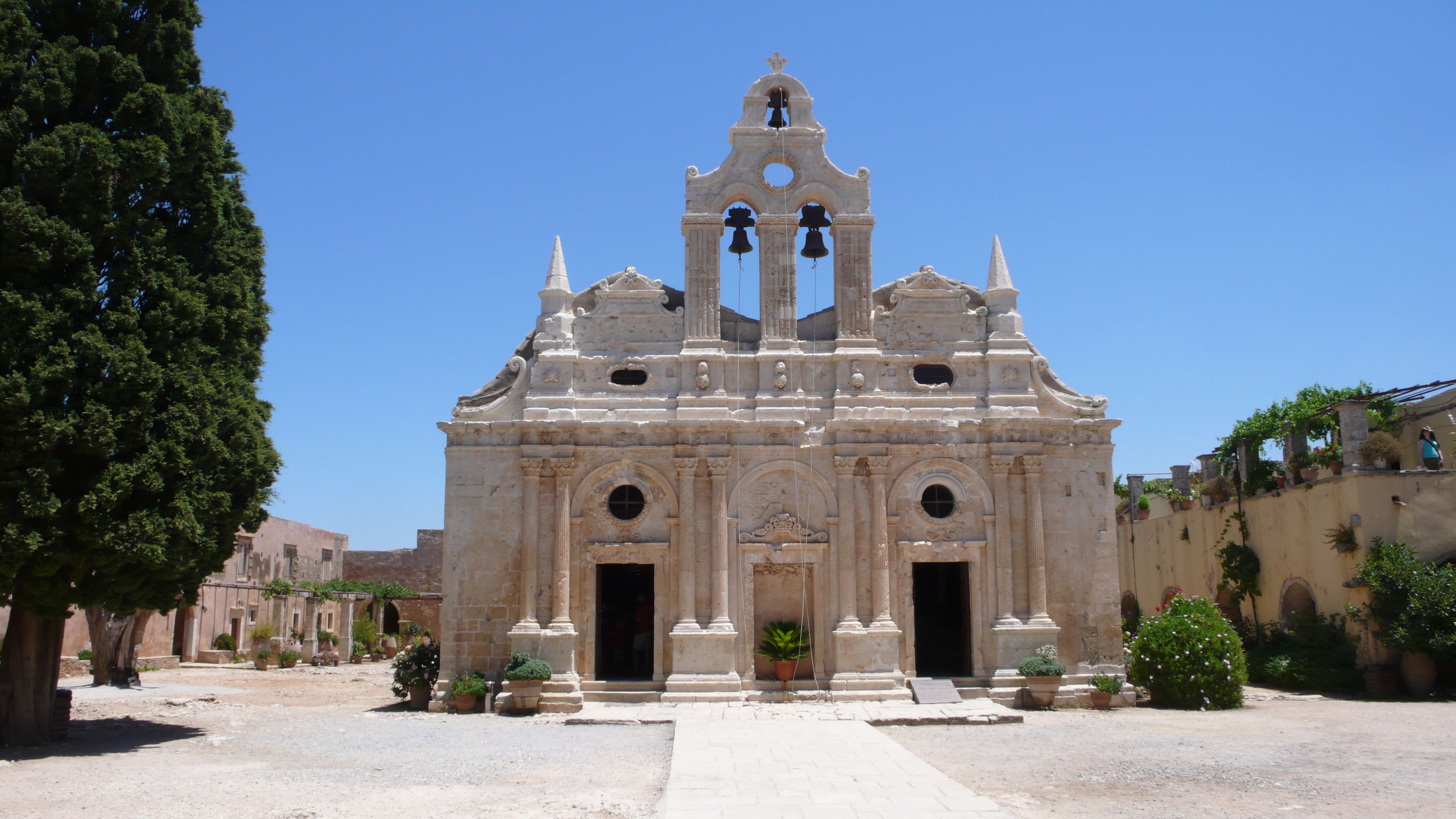
La iglesia.

Se trata de una basílica de dos naves. La nave norte está dedicada a la Transfiguración de Cristo y la nave sur a Constantino y Santa Elena. El edificio de la iglesia se encuentra en el centro y ligeramente al sur del monasterio. Según la inscripción en la fachada de la torre, la iglesia fue fundada en 1587 por Klimis Khortatzis. La arquitectura del edificio está marcada por una fuerte influencia del arte renacentista, ya que su fundación se remonta a la época en que Creta era un dominio de la veneciano.

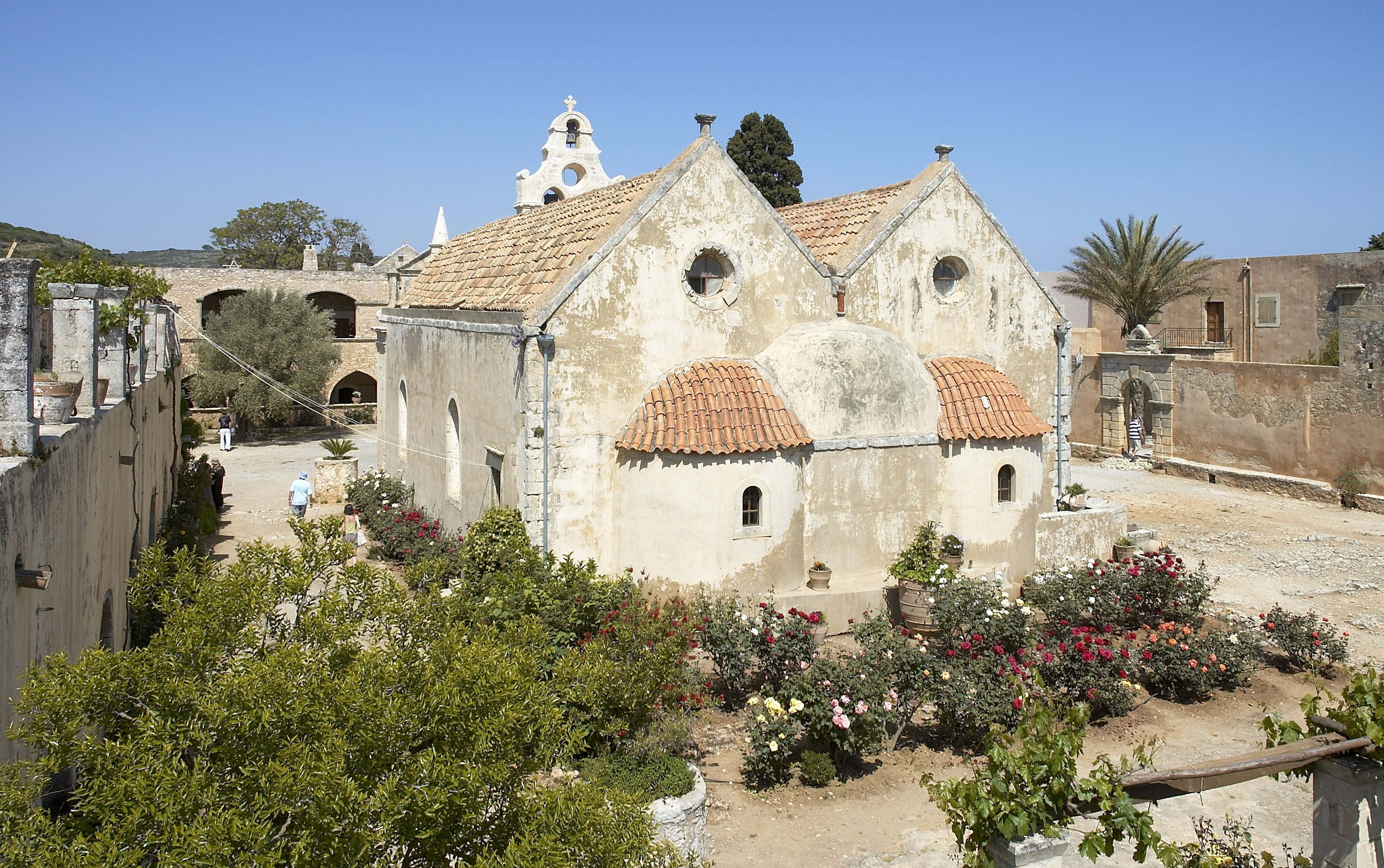
Los ábsides de la iglesia.

En la parte inferior de la fachada de la iglesia, construida con bloques cuadrados de ladrillos regulares, el elemento principal consta de cuatro pares de columnas con capiteles corintios. A pesar de la influencia antigua de sus capiteles, las columnas, colocadas sobre un pedestal, son de origen gótico. Entre cada par de columnas, hay un arco de medio punto. Los dos arcos en los extremos de la fachada hacia el interior, contienen una puerta y una abertura en forma de círculo, decorado por el borde con palmitos. Dentro del arco en el centro de la fachada, hay un pórtico decorativo.

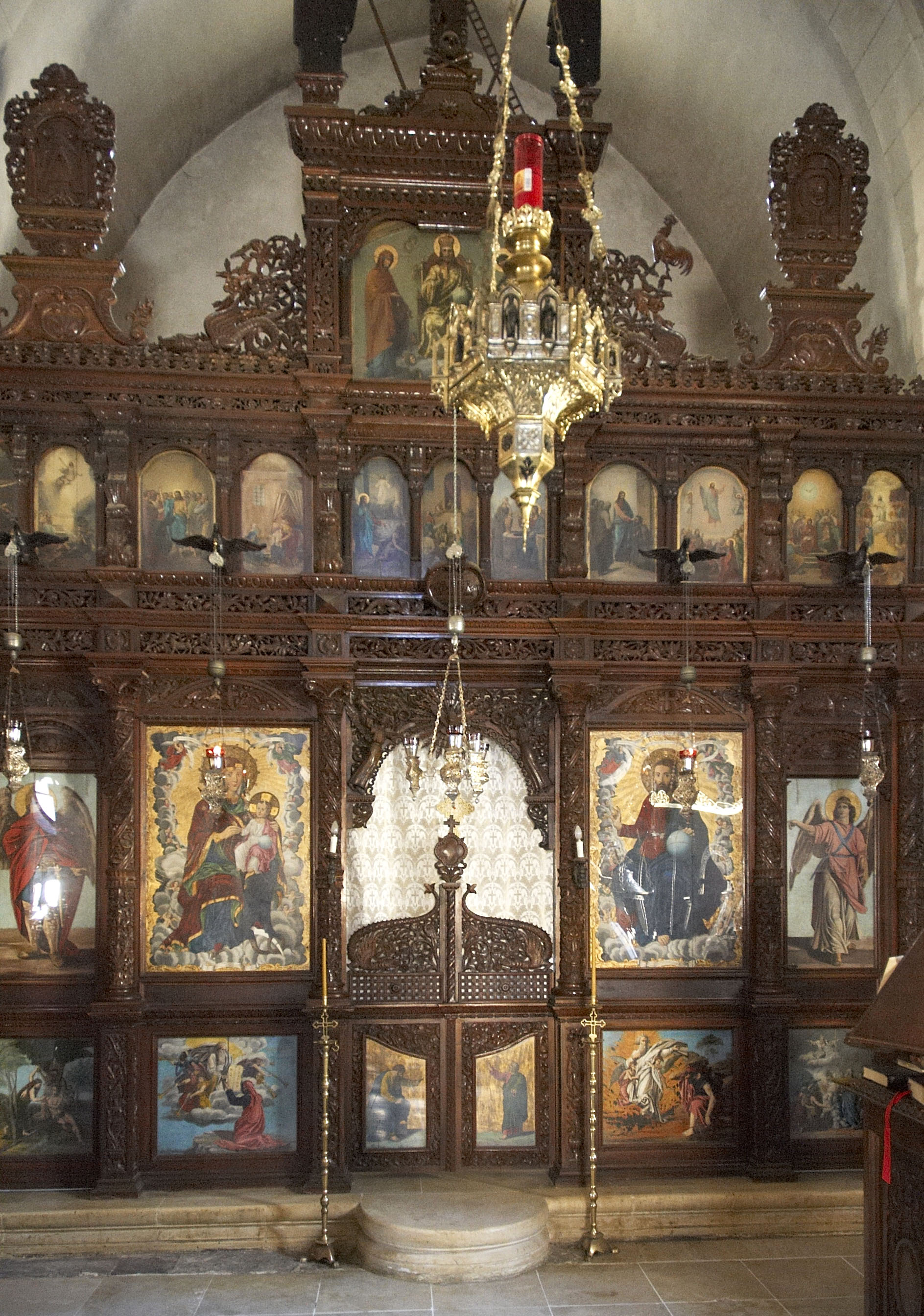
El iconostasio.

En la parte superior de la fachada, por encima de las columnas, pueden verse una serie de molduras y aberturas en forma de elipse, con el borde decorada también con palmitos. En el centro de la parte superior se encuentra el campanario y en cada extremo, los obeliscos de inspiración  gótica. Las comparaciones de la fachada del monasterio con la obra de arquitectos italianos Sebastiano Serlio y Andrea Palladio, muestran que probablemente el arquitecto de la iglesia se inspiró en sus trabajos.
En 1645, la iglesia fue dañada por saqueadores que destruyeron el altar. Durante la captura del monasterio por los turcos en 1866, se quemó el altar y los iconos fueron completamente destruidos. Sólo una cruz, dos ángeles de madera y un trozo de la resurrección de Cristo se salvaron de las llamas. Los ábsides de la iglesia también fueron destruidos.
El iconostasio actual, hecho de madera de ciprés, fue erigido en 1902. Del 1924 al 1927, por iniciativa del obispo metropolitano Timoteo el Venerable, se llevó a cabo la consolidación y restauración de los ábsides y el campanario. Las baldosas del interior del edificio fueron sustituidas en 1933.

### El polvorín

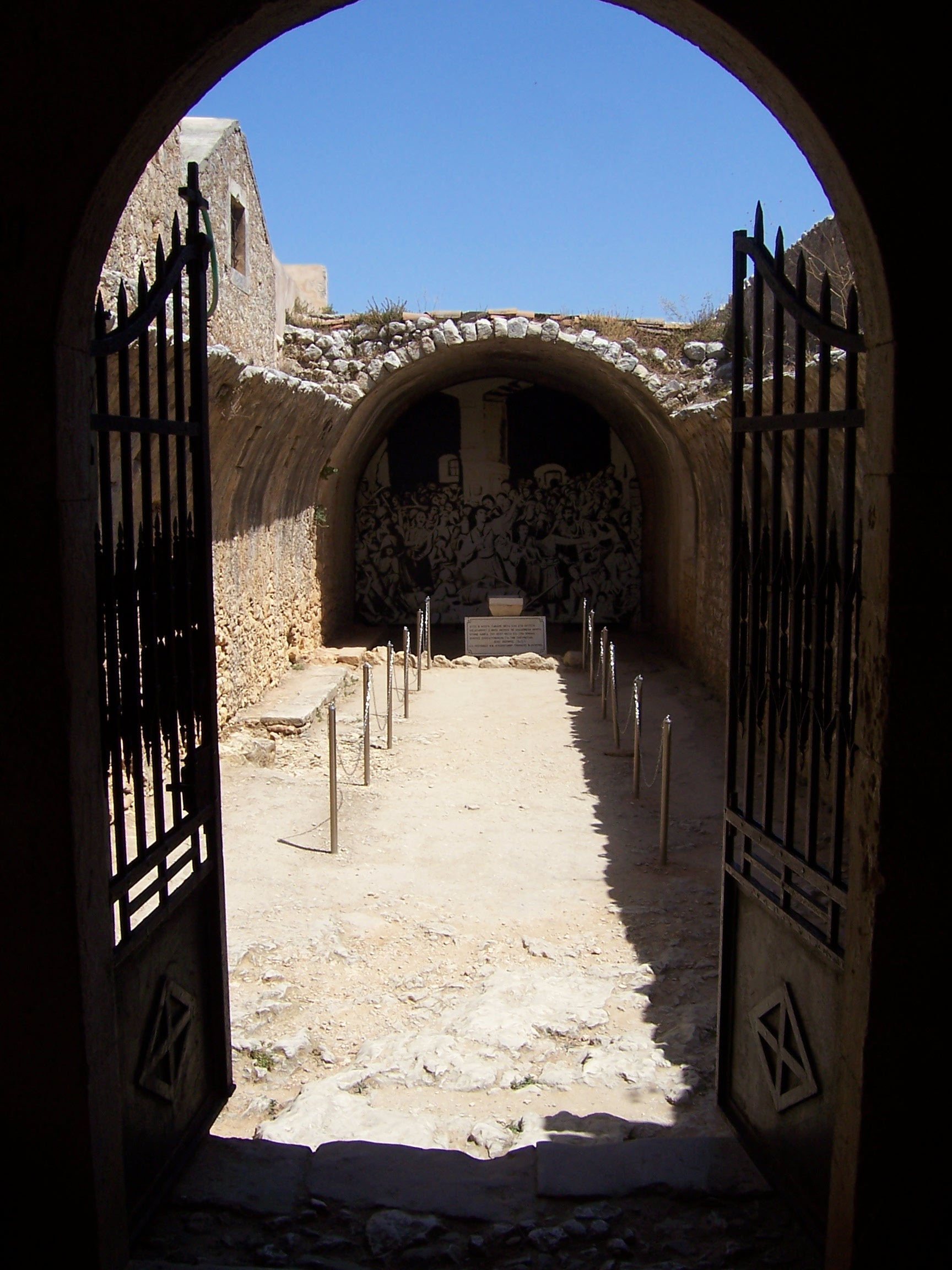
El polvorín.

Antes de 1866, el polvorín estaba en la parte sur del recinto. Poco antes del ataque de los turcos, y por miedo a que pudieran atravesar fácilmente las paredes de la sala y hacer estallar el monasterio con la munición, ésta fue desplazada a la bodega, que estaba unos 75 centímetros por bajo en comparación con el depósito original, lo que garantizaba una mayor seguridad. El polvorín era alargado y arqueado. Con una longitud de 21 metros por 5,40 metros de ancho, esta parte del monasterio fue completamente destruida en la explosión de 1866, con la excepción de una pequeña parte de la bóveda en la parte este.

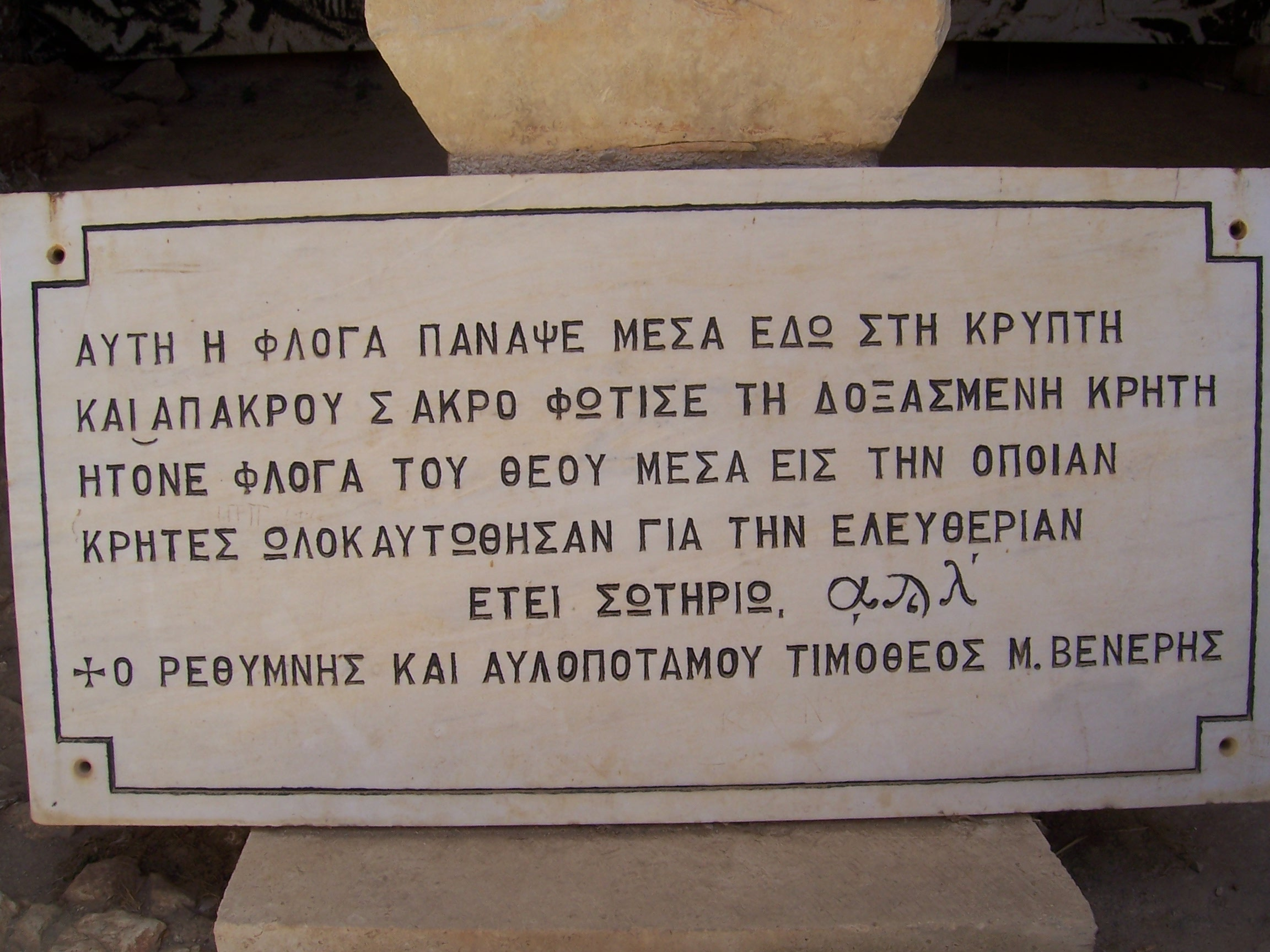
Inscripción conmemorativa.

En 1930, el obispo Timoteo Veneris colocó una inscripción conmemorativa, que fue fijada en la pared oriental en memoria de los acontecimientos de 1866. Ahora descansa en el suelo con el siguiente texto:

La llama que se encendió en el fondo de esta cripta y que, de un extremo a otro, iluminó la gloriosa isla de Creta, era una llama divina dentro de la cual los cretenses murieron por la libertad.

### El refectorio

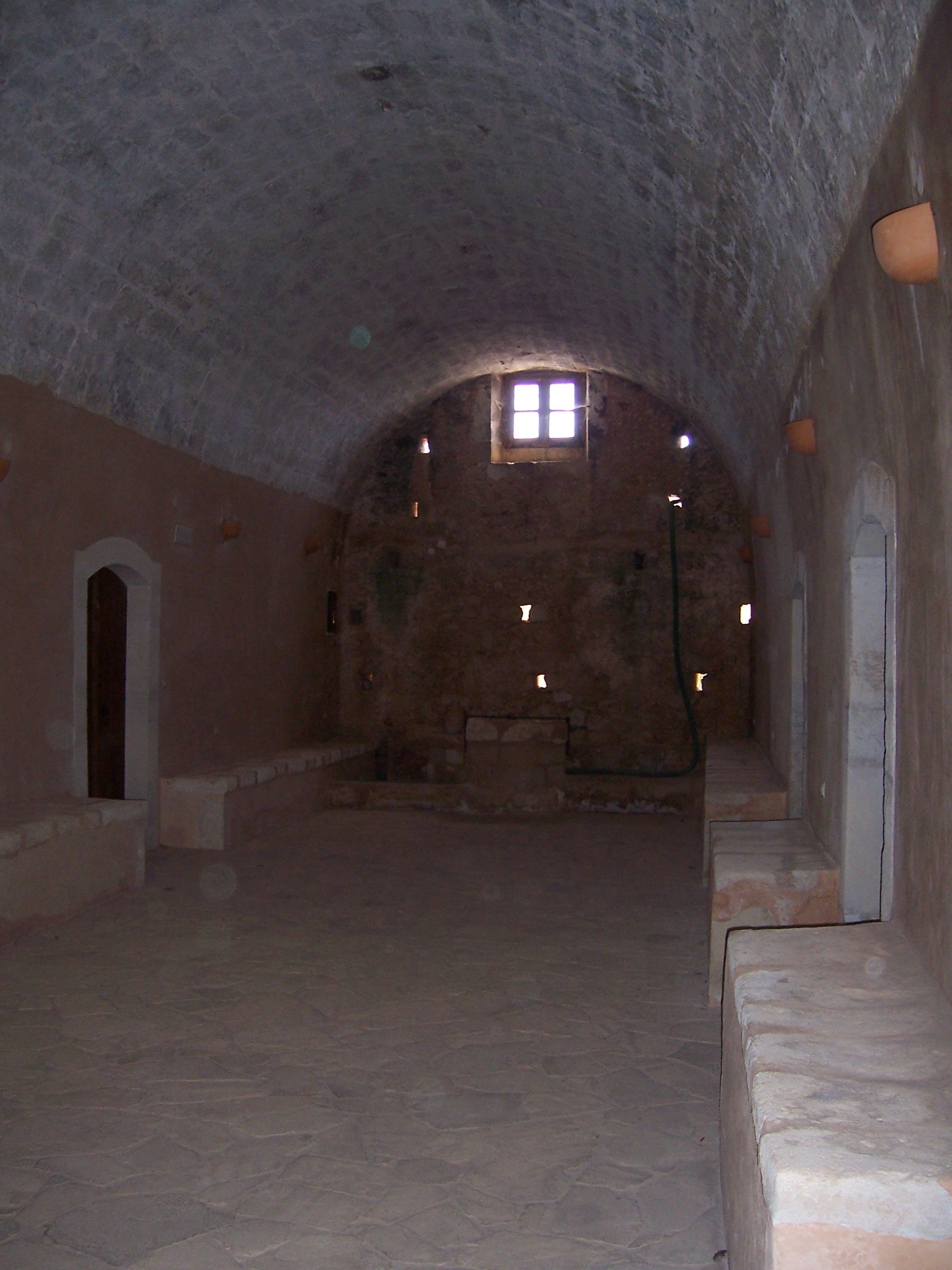
El refectorio.

El refectorio, es el comedor de los monjes, y está situado en el ala norte del monasterio. Fue construido en 1687 como se menciona en una inscripción situada encima de la puerta que daba al patio del refectorio. En esta inscripción, podemos volver a leer el nombre de Néophytos Drossas.

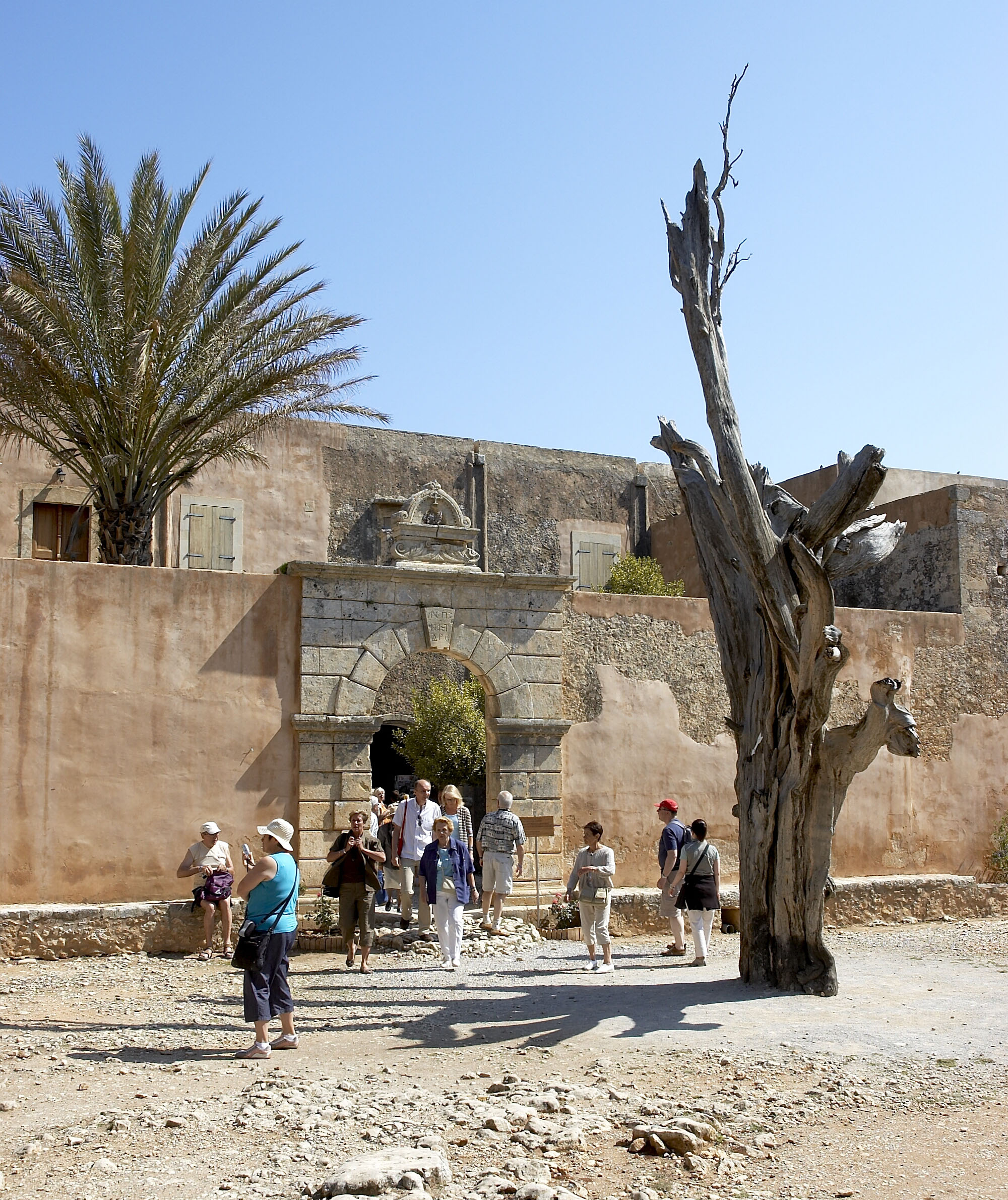
La entrada que conduce al patio del refectorio.

De este patio, surge una escalera para acceder a la casa del hegúmeno, y otro acceso al comedor. El umbral de la puerta del mismo refectorio, se puede leer una inscripción grabada en honor de la Virgen y un hegúmeno que precedió a Néophytos Drossas. El comedor es una sala rectangular de 18,10 metros de longitud y 4,80 metros de ancho y está cubierta por una bóveda. En la parte oriental se encuentran las cocinas.
Este edificio, que no ha sufrido transformaciones desde su construcción en 1687, fue el lugar de los últimos combates durante el asalto de 1866. Todavía se pueden ver los agujeros de bala y la espada en las mesas y sillas de madera.

### El hospicio

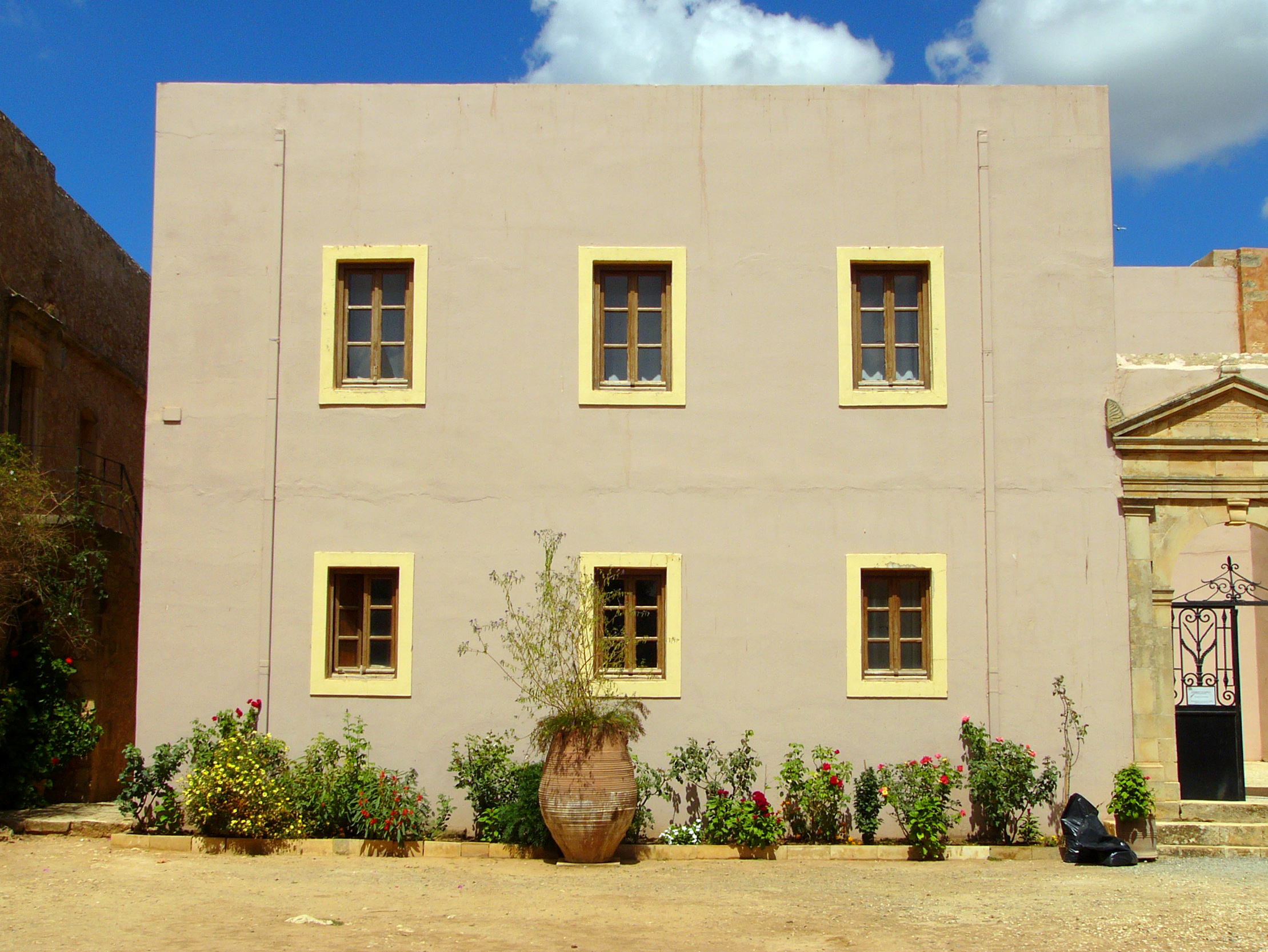
El hospicio.

En la parte noroeste del monasterio hay un hospicio. Antes de 1866, en este emplazamiento se encontraba la casa del hegúmeno, completamente destruida durante los combates. Se trataba de un edificio de dos plantas, en la planta baja, la cocina, el comedor, y el calabozo. Desde el comedor, había una escalera que conducía a una gran sala, denominada la «Aula del Sínodo», y que era lugar de encuentro para los monjes después de los oficios.
En 1866, la casa sufrió graves daños y permaneció en ruinas durante muchos años debido a las dificultades financieras del monasterio. En el siglo XIX, el abad Gabriel Manara visitó varias ciudades de Rusia en un intento de recaudar fondos para la reconstrucción del edificio. Recaudó dinero, vasos sagrados y ornamentos sacerdotales. El 1904, bajo la dirección del obispo de Retino, Dyonissios, la casa fue completamente destruida y reemplazada por un hospicio y terminado en 1906.

### El establo
Fuera del monasterio, a unos 50 metros de la puerta oeste, están las antiguas caballerizas del monasterio. Fueron construidas en 1714 por el hegúmeno Néophytos Drossas como lo demuestra la inscripción visible encima de la puerta.
El edificio es de 23,90 metros de largo y 17,20 metros de ancho. Se divide en tres secciones, cada una de 4,30 metros. Las paredes internas y externas de la granja son de un metro y también incluía una parte para los trabajadores. Todavía son visibles algunas huellas de los combates de 1866, especialmente en las escaleras y las ventanas de la fachada este.

### Monumento a los muertos

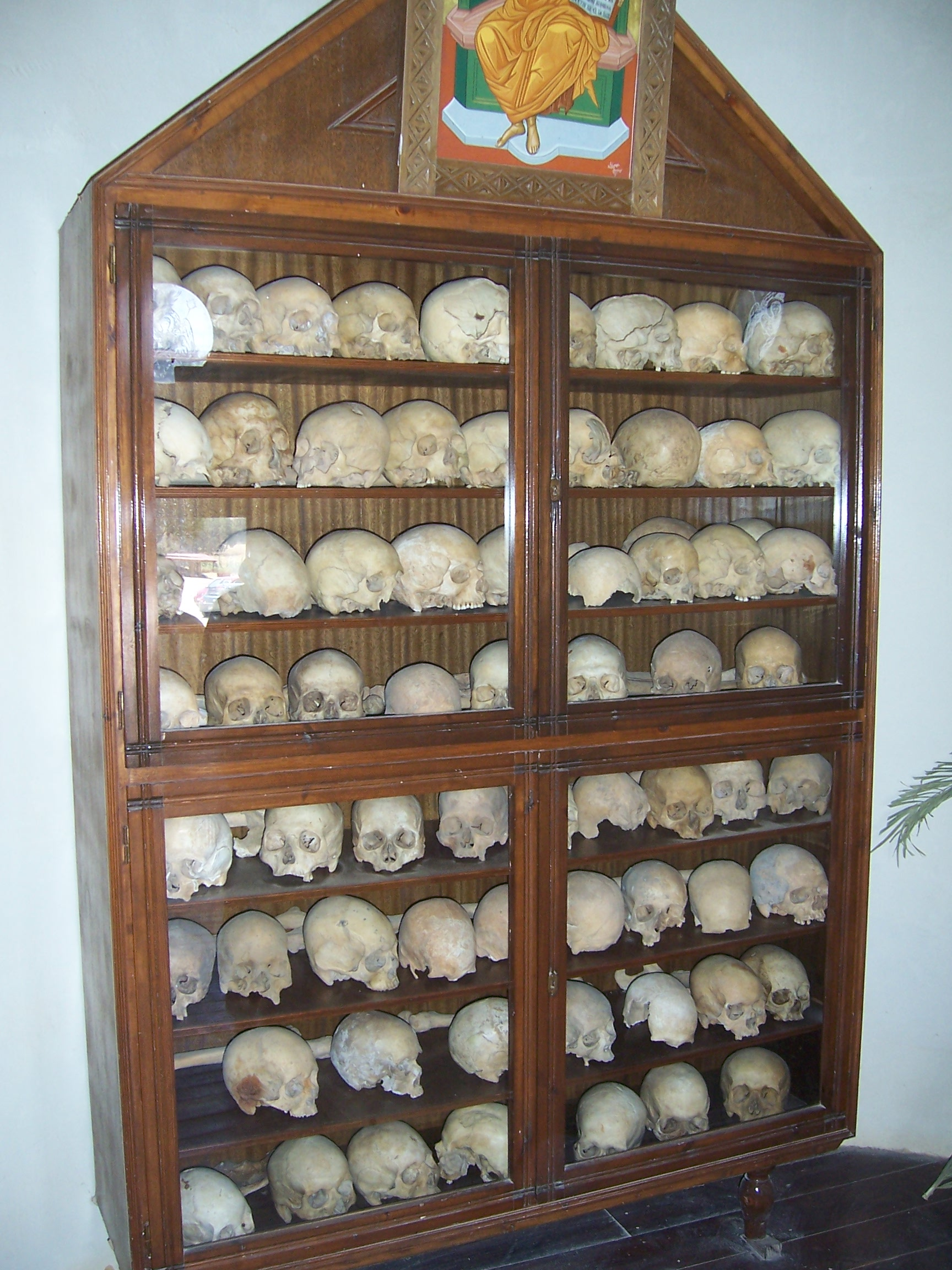
Cráneos de víctimas de la explosión.

En el exterior del monasterio, a unos sesenta metros hacia el oeste, hay un edificio que conmemora el sacrificio de los cretenses que murieron en 1866. Este monumento, está situado al borde de la llanura en que se encuentra el monasterio, con vistas hacia las gargantas.

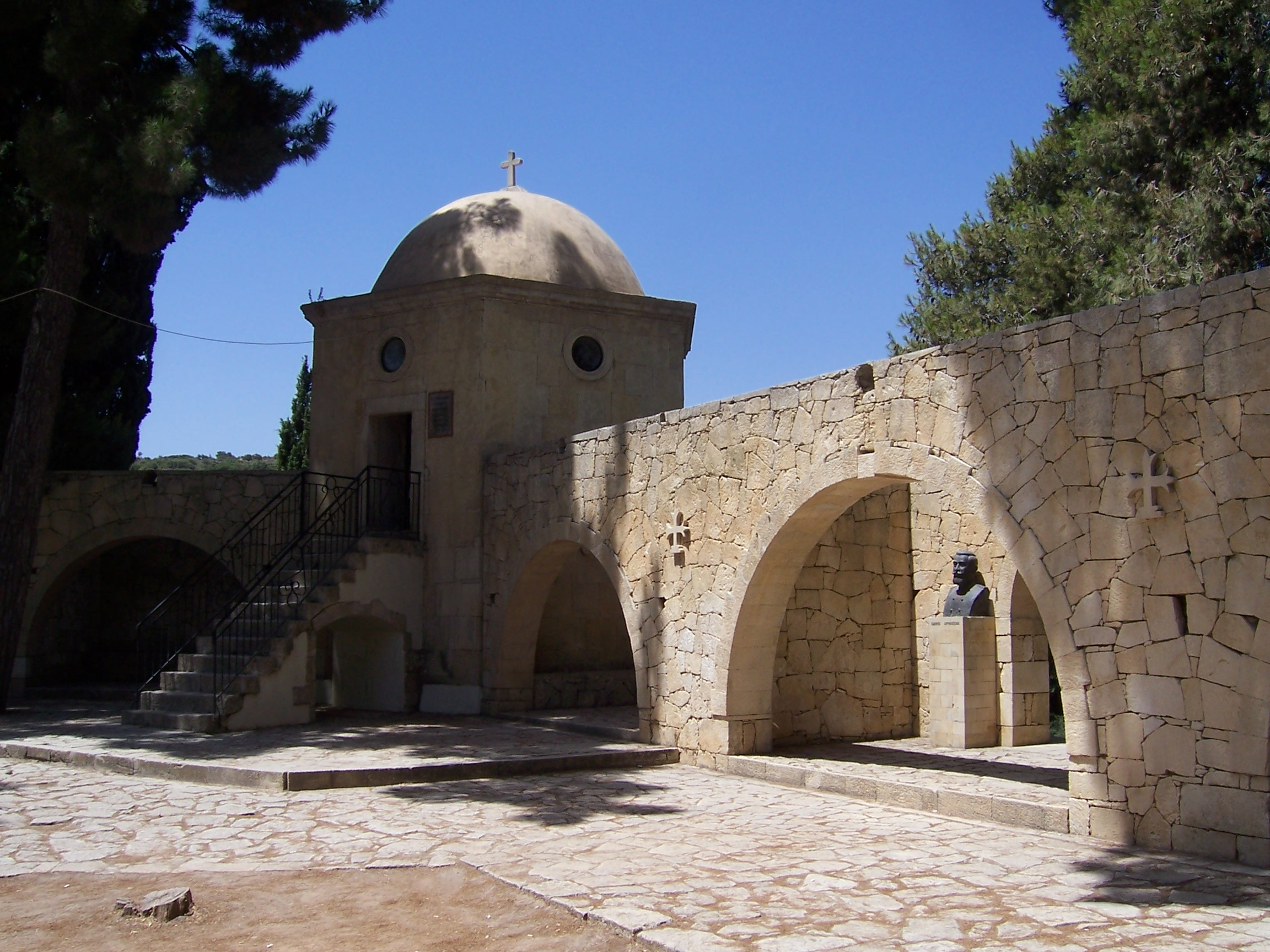
El memorial.

Los huesos de los muertos en el asedio de 1866 se almacenan en una vitrina. Estos huesos tienen claras huellas de los combates y están perforados como consecuencia de las balas o los golpes de espada. En el monumento también hay una inscripción conmemorativa.

Nada es más noble y glorioso que morir por el propio país.

De forma octogonal, este edificio es un antiguo molino de viento que se convirtió posteriormente almacén. Sirvió como osario poco después del sitio, y adquirió su forma actual el 1910 por iniciativa de Dionyssios, entonces obispo de Rethimno.

## Arkadi dentro de la cultura griega
- La tragedia de Arkadi fue objeto de varias canciones populares,[52] interpretadas por reconocidos intérpretes de Creta, incluyendo Kostas Mountakis.
- El nombre de Arkadi se dio desde 1866 a un barco que proveía de municiones a los insurgentes de Creta desde Grecia. Hizo 23 viajes hasta que en 1868 fue hundido por los turcos.
- En la novela Libertad o muerte, de Nikos Kazantzakis, escritor griego de origen cretense, se analiza la revuelta de Creta de 1889. Pero el recuerdo de las revueltas pasadas, y en particular el episodio de Arkadi, está muy presente en la obra, y la tragedia está bien documentada.
- El Monasterio de Arkadi aparece en los billetes de 100 dracmas griegos desde 1978 hasta la introducción del euro junto con Adamantios Korais.

### Obras generales
Détorakis, Téocharis (1994). «A history of Crete». Heraklion (en inglés). ISBN 960-220-712-4.
- Victor Hugo, Correspondance, t. 3, 1867 (en francés)
- Thomas Keightley, History of the war of Independence in Greece, Constable, Edimbourg, 1830  — PDF (en inglés)
- A.J.May, « Crete and the United States, 1866-1869 », in Journal of Modern History vol. 16, n.º 4 (décembre 1944), p. 286 (en inglés)
- Jean Tulard, Histoire de la Crète, PUF, 1979. OCLC 29271747 (en francés)

### Obras sobre el monasterio
- Kalogeraki, Stella (2002). «Arkadi». Rethymnon, Mediterraneo Editions (en francés). ISBN 960-8227-21-6.
- Provatakis, Theocharis (1980). «Monastery of Arkadi». Atenas, Michalis Toubi's (en inglés).

### Relatos de viajes
- Robert Pashley, Travels in Crete, Londres, 1837  — PDF (en inglés)
- Richard Pococke, A description of the East and some other countries, Londres 1745 (en inglés)
- Franz Wilhelm Sieber, Travels in the island of Crete in the year 1817, Londres 1823 (en inglés)
- Joseph Pitton de Tournefort, Relation d'un voyage du Levant fait par ordre du roy, Paris, 1717  — PDF (en francés)